# Liste von Bildhauerinnen
Diese Liste von Bildhauerinnen enthält Bildhauerinnen verschiedener Epochen und Länder, die die  Wikipedia-Relevanzkriterien für Personen erfüllen.

## Geschichte
In Deutschland öffneten sich Kunstakademien, im Gegensatz zu Kunstgewerbeschulen oder privaten Kunstschulen, erst 1919 für Frauen – Bildhauerinnen hatten lange Zeit nur in Ausnahmefällen Zugang zu Akademien, eigenen Ateliers, Ausstellungen oder Preisausschreibungen wie etwa dem Rom-Preis („Prix de Rome“). So durften etwa unverheiratete Frauen keinen männlichen Akt studieren, die Bildhauerei galt außerdem als körperlich anstrengende, männliche Arbeit. „Bezeichnend hierfür ist der antike Mythos von Pygmalion, der sich in eine selbst geschaffene Skulptur verliebt: Die weibliche Plastik erwacht vor seinen Augen zum Leben und ist bereit, Pygmalions Wünsche zu erfüllen. Die Rollenverteilung ist eindeutig: Der Schöpfer ist männlich, weiblich seine Inspirationsquelle.“ Obwohl seit der Renaissance und besonders ab Mitte des 18. Jahrhunderts zahlreiche Bildhauerinnen existierten, finden ihre Namen, darunter Käthe Kollwitz und Camille Claudel als die wohl bekanntesten, erst allmählich seit den 1980er Jahren Eingang in den Kanon der Kunstgeschichte.
Marjan Sterckx schreibt 2019 in dem Sammelband Bildhauerinnen in Deutschland:

„Bildhauerinnen haben genauso wie Männer in allen möglichen Materialien gearbeitet, mit einer anfänglichen Bevorzugung von Wachs. Dass sie auch selbst in Stein meißelten, wurde lange Zeit mit Verwunderung und Unglauben betrachtet. Ihre Autorschaft wurde daher ebenfalls öfters diskutiert, während ihre Arbeitsweise nicht von der ihrer männlichen Kollegen abwich. Alle ikonografischen Genres wurden von Bildhauerinnen bedient, das Porträt wohl am meisten, und sie wurden oft für Grabskulpturen angefragt. Obwohl ihnen das Aktstudium lange Zeit verweigert wurde, schufen Bildhauerinnen schon früh Aktfiguren. Sie haben auch öffentliche Denkmäler geschaffen sowie Statuetten, eine lukrative Mode der Belle Époque. Selten bekam ihr Werk eine genderneutrale Beurteilung. Viel Forschung zu Bildhauerinnen ist noch notwendig, um ihre Werke bekannt zu machen und ihren Wert abschätzen zu können.“

## Liste

### A

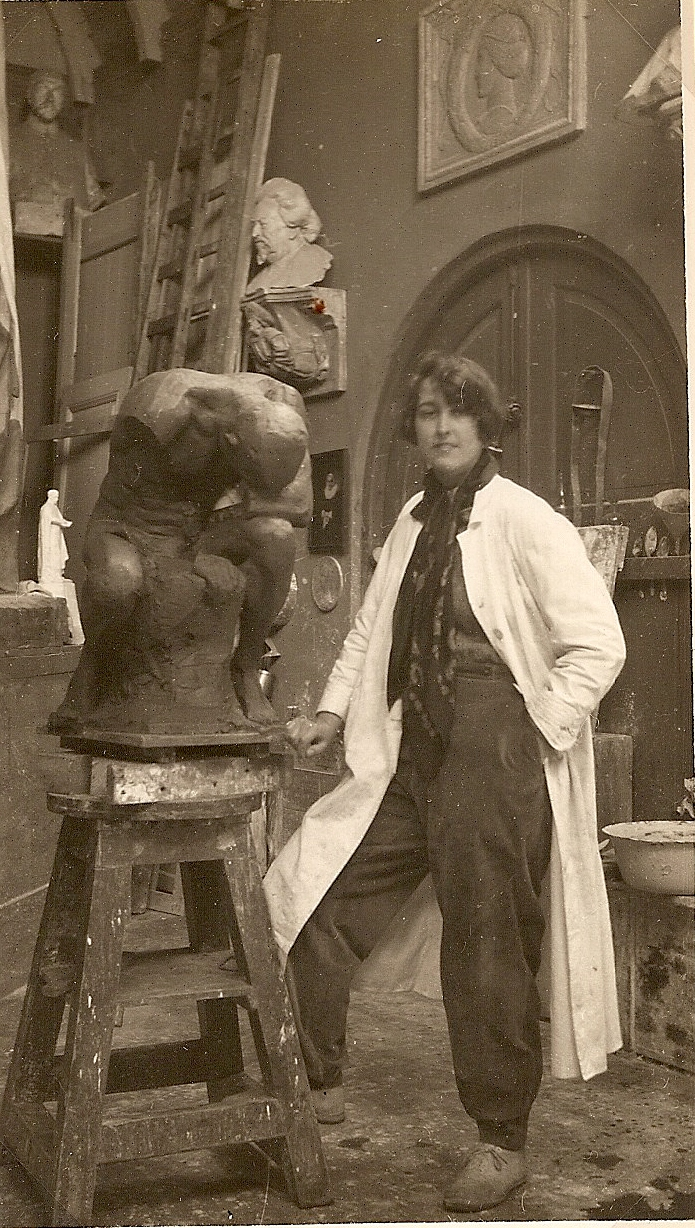
Cornélie Caroline van Asch van Wijck im Atelier, 1920er Jahre

- Magdalena Abakanowicz (1930–2017), Polen
- Ute Appelt-Lillack (1959–2024), Deutschland
- Cornélie Caroline van Asch van Wijck (1900–1932), Niederlande
- Rosalie Asimon (* um 1800), Deutschland
- Alice Aycock (* 1946), USA

### B

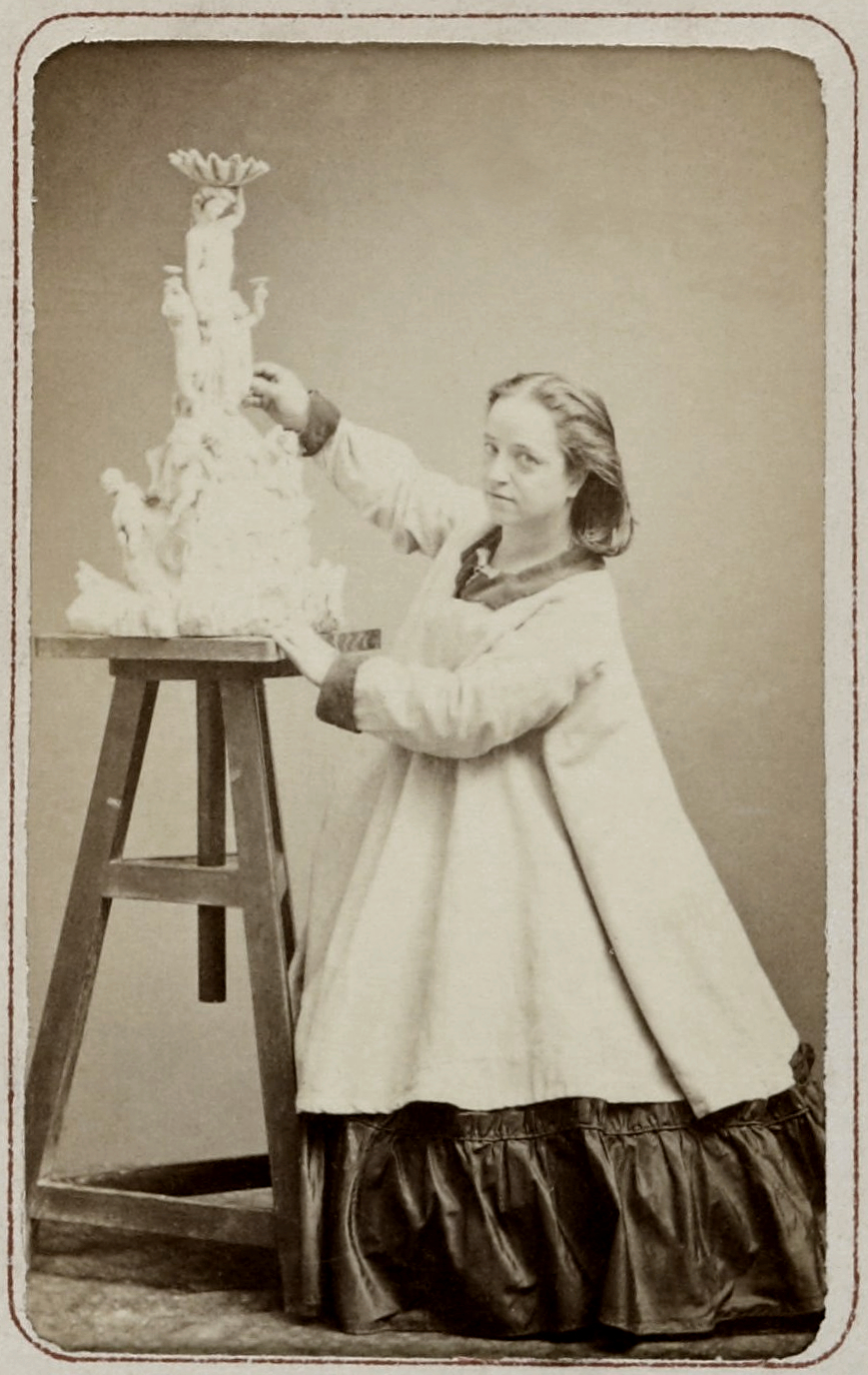
Hélène Bertaux (1825–1909) (Fotograf: Étienne Carjat, BNF Gallica, 1864)

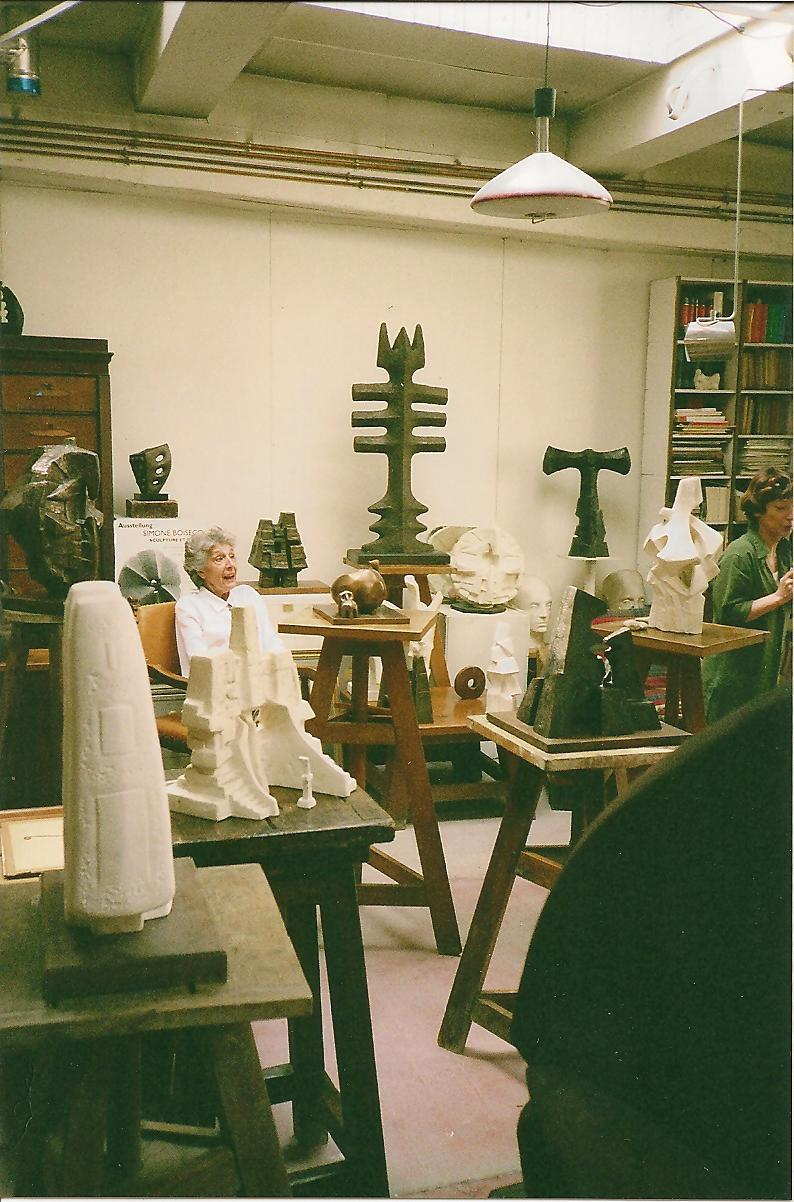
Simone Boisecq in ihrem Pariser Atelier, um 1998

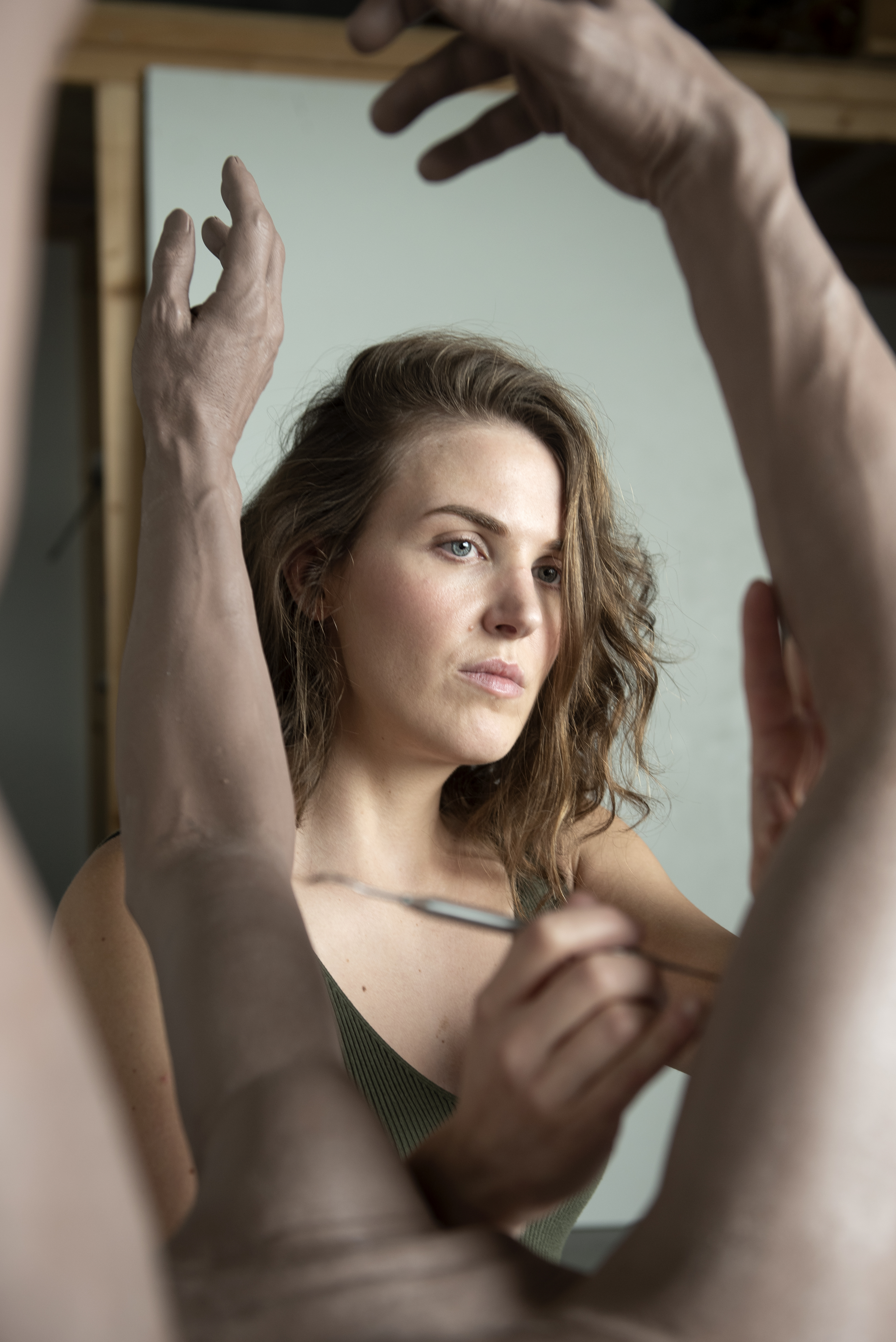
Margriet van Breevoort

- Else Bach (1899–1951), Deutschland
- Eva Backofen (* 1949), Deutschland
- Helen Balmer (1924–2023), Schweiz
- Frida Baranek (* 1961), Brasilien
- Ronit Baranga (* 1973), Israel
- Margriet Barends (* 1958), Niederlande
- Jenny von Bary-Doussin (1874–1922), Deutschland
- Gisela Bär (1920–1991), Deutschland
- Elisabeth Baumeister-Bühler (1912–2000), Deutschland
- Hanneke Beaumont (* 1947), Niederlande
- Gerlinde Beck (1930–2006), Deutschland
- Maria Becke-Rausch (* 1923), Deutschland, Österreich
- Isabella van Beeck Calkoen (1883–1945), Niederlande
- Louise Beijerman (1883–1970), Niederlande
- Nelleke Beltjens (* 1974), Niederlande
- Carolina Benedicks-Bruce (1856–1935), Schweden
- Natasja Bennink (* 1974), Niederlande
- Teus van den Berg-Been (1926–2021), Niederlande
- Hélène Bertaux (1825–1909), Frankreich
- Charlotte Besnard-Dubray (1855–1930), Frankreich
- Anke Besser-Güth (1940–2019), Deutschland
- Irmgard Biernath (1905–1998), Deutschland
- Michaela Biet (* 1957), Deutschland
- Zofia Bilińska (* 1942), Polen
- Maria Biljan-Bilger (1912–1997), Österreich
- Fioen Blaisse (1932–2012), Niederlande
- Eleonora Abramowna Bloch (1881–1943), UdSSR
- Lotta Blokker (* 1980), Niederlande
- Inge Blum (1924–2011), Deutschland
- Marguerite Blume-Cárdenas (* 1942), Deutschland
- Gisela Boeckh von Tzschoppe (1887–1981), Deutschland
- Romualda Bogaerts (1921–2012), Niederlande
- Simone Boisecq (1922–2012), Frankreich
- Solveig Bolduan (* 1958), Deutschland
- Alice Boner (1889–1981), Schweiz
- Minca Bosch Reitz (1870–1950), Niederlande
- Gerda van den Bosch (1929–2021), Niederlande
- Suze Boschma-Berkhout (1922–1997), Niederlande
- Jutta Bossard-Krull (1903–1996), Deutschland
- Tineke Bot (* 1945), Niederlande
- Louise Bourgeois (1911–2010), Frankreich, USA
- Margriet van Breevoort (* 1990), Niederlande
- Ruth Brouwer (1930–2020), Niederlande
- Gisela von Bruchhausen (* 1940), Deutschland
- Coosje van Bruggen (1942–2009), Niederlande, USA
- Janny Brugman-de Vries (1918–2006), Niederlande
- Berlinde De Bruyckere (* 1964), Belgien
- Heidi Bucher (1926–1993), Schweiz
- Grete Budde (1883–1967), Deutschland
- Hede Bühl (* 1940), Deutschland
- Wilma Burgers-Gerritsen (190342–1993), Niederlande
- Margaret Mary Butler (1883–1947), Neuseeland

### C

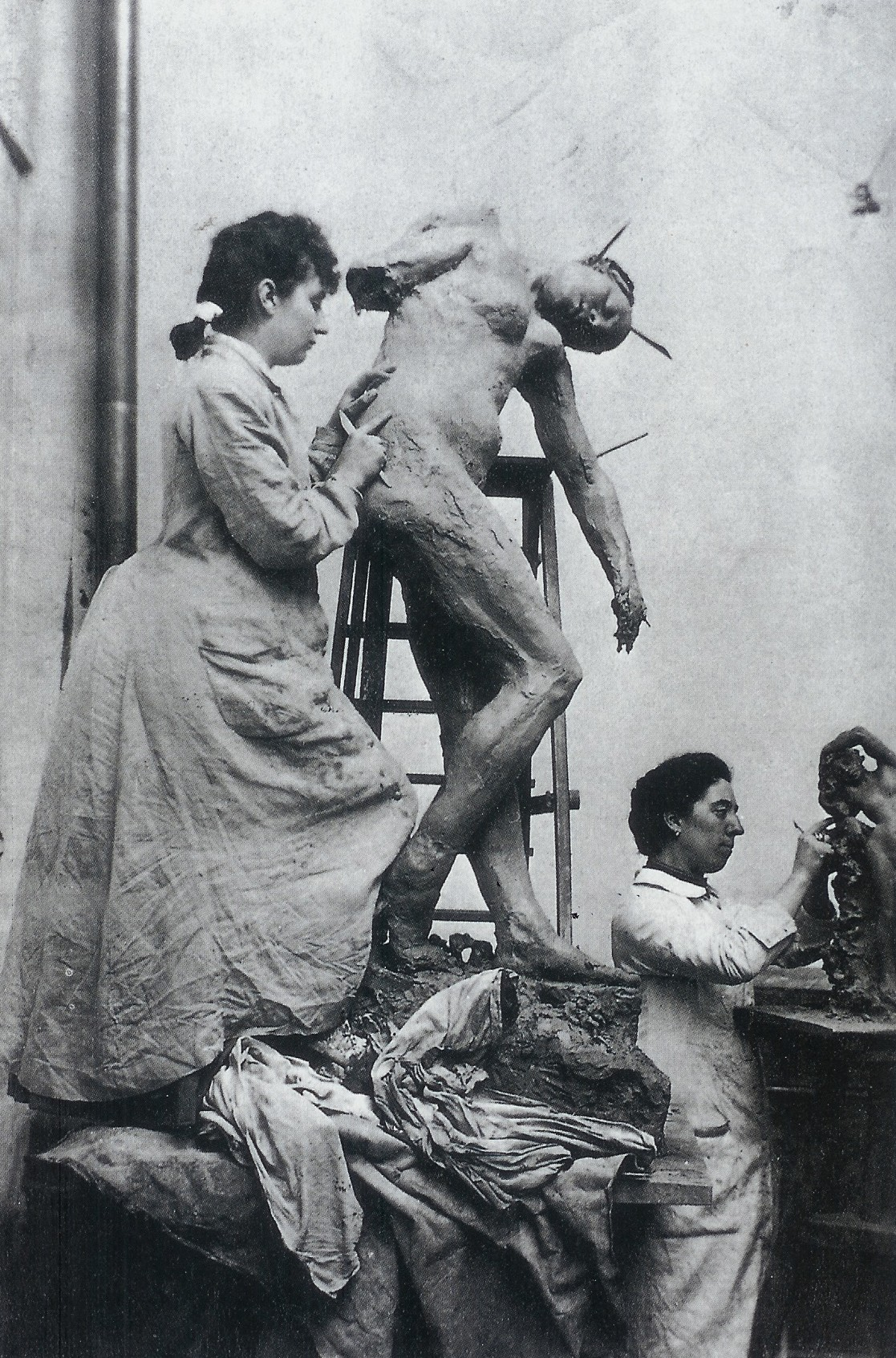
Camille Claudel im Atelier N° 117, Rue Notre-Dame-des-Champs, im Hintergrund Jessie Lipscomb,
Foto: William Elborne, 1887

- Fransje Carbasius (1885–1984), Niederlande
- Anne Marie Carl-Nielsen (1863–1945), Dänemark
- Marga Carlier (1943–2010), Niederlande
- Hanna Cauer (1902–1989), Deutschland
- Julie Marguerite Charpentier (1770–1845), Frankreich
- Maria Helena Chartuni (* 1942), Brasilien
- Małgorzata Chodakowska (* 1965), Polen, Deutschland
- Anna Chromy (1940–2021), Tschechische Republik
- Chryssa (1933–2013), Griechenland/USA
- Lygia Clark (1920–1988), Brasilien
- Camille Claudel (1864–1943), Frankreich
- Ana de Gonta Colaço (1903–1954), Portugal
- Anna Coleman Ladd (1878–1939), USA
- Marie-Anne Collot (1748–1821), Frankreich
- Emma Cotta (1880–1957), Deutschland
- Truus Coumans (1931–2019), Niederlande
- Laure Coutan-Montorgueil (1855–1915), Frankreich

### D

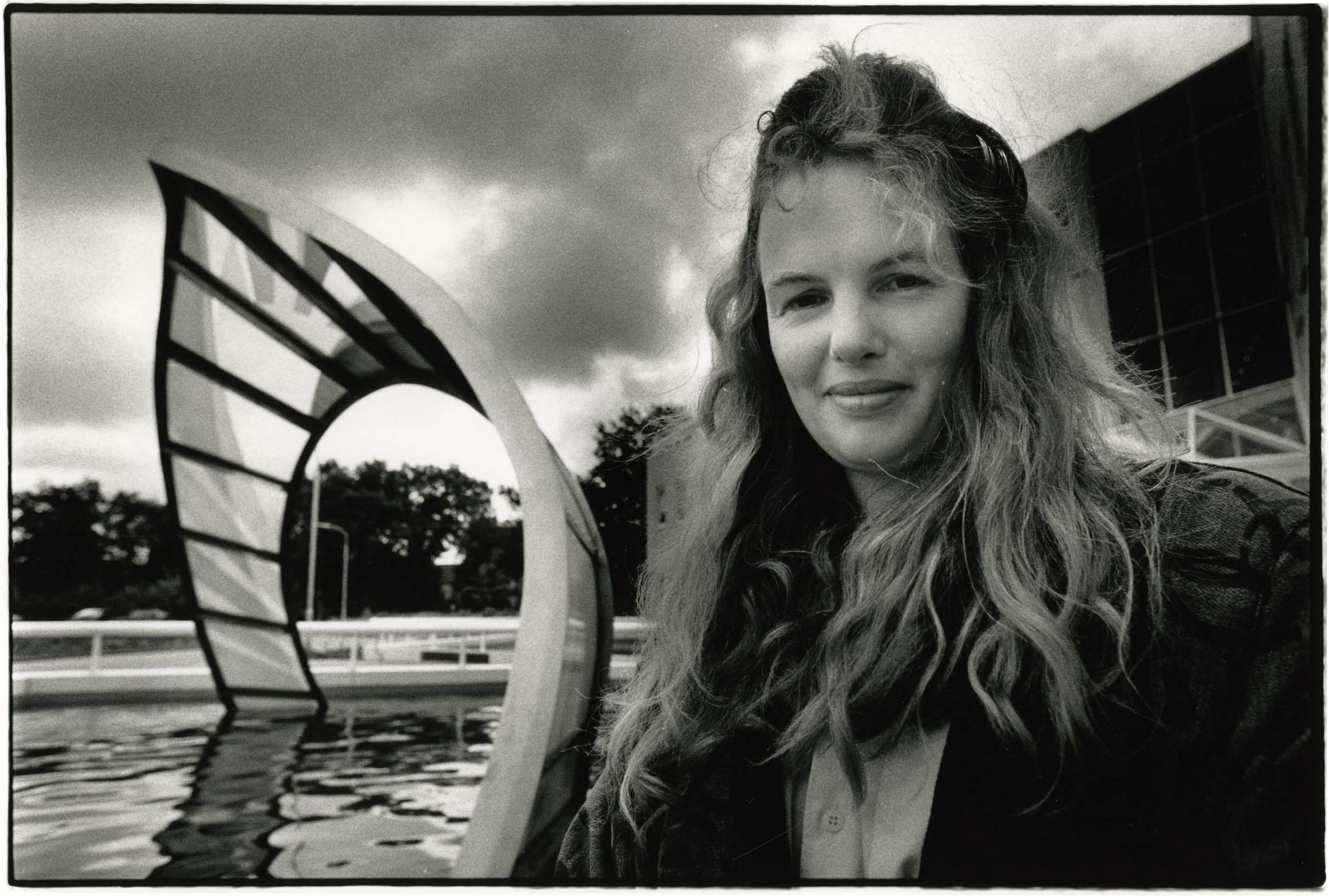
Dorothé van Driel, 1992

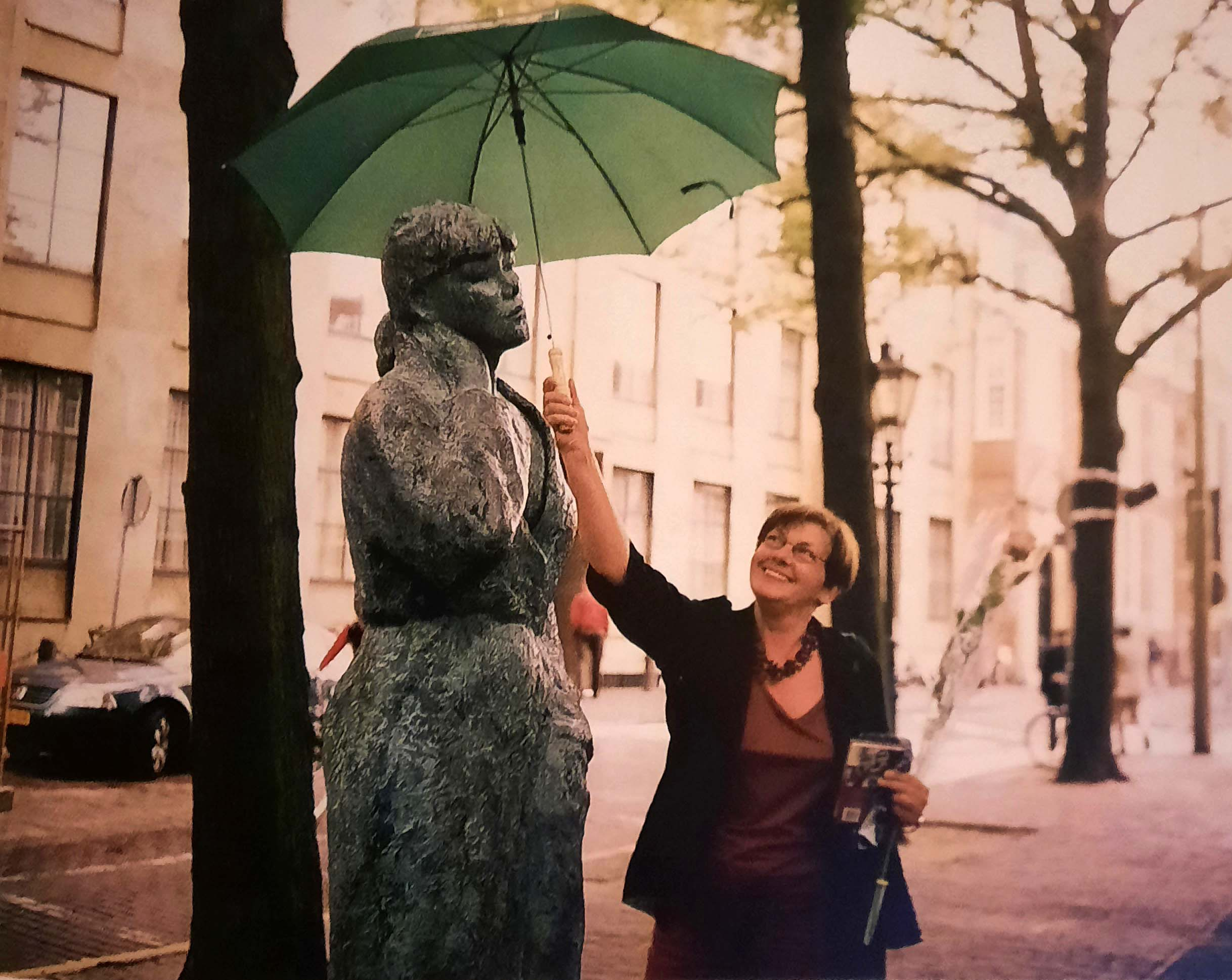
Maïté Duval, 2003

- Carla Daalderop-Bruggeman (1928–2015), Niederlande
- Karin Daan (* 1944), Niederlande
- Ingrid Dahn (* 1939), Deutschland
- Anne (Seymour) Damer-Conway (1748–1828), England
- Jaroslawa Dankowa (1925–1999), Bulgarien, Niederlande
- Rachel van Dantzig (1878–1949), Niederlande
- Anne Daubenspeck-Focke (1922–2021), Deutschland
- Anna Dekking-van Haeften (1903–1985), Niederlande
- Maria Delago (1902–1979), Italien
- Trudi Demut (1927–2000), Schweiz
- Sabine von Diest-Brackenhausen (* 1931), Deutschland
- Ineke van Dijk (* 1940), Niederlande
- Sophie van der Does de Willebois (1891–1961), Niederlande
- Dora Dolz (1941–2008), Spanien, Niederlande
- Hildegard Domizlaff (1898–1987), Deutschland
- Anneliese Dorer-Merk (1928–2022), Schweiz
- Margret Dorn-Malin (1895–1953), Deutschland
- Edith Downing (1857–1931), Vereinigtes Königreich
- Dorothé van Driel (1957–2006), Niederlande
- Marguerite-Fanny Dubois-d’Avesnes (1832–1900), Frankreich
- Elfriede Ducke (1925–2015), Deutschland
- Amalia Dupré (1842–1928), Italien
- Susan Durant (1827–1873), England
- Maïté Duval (1944–2019), Frankreich, Niederlande

### E
- Sonia Ebling (1918–2006), Brasilien
- Bettina Eichin (* 1942), Schweiz
- Odette Eid (1922–2019), Libanon, Brasilien
- Marie Eitink (1925–2018), Niederlande
- Franziska (Fanny) Elser (1819–1881), Deutschland
- Gisela Engelin-Hommes (1931–2017), Deutschland
- Sonja Eschefeld (* 1948), Deutschland
- Judith von Eßen (1924–2004), Deutschland
- Maria van Everdingen (1913–1985), Niederlande
- Anna Eynard-Lullin (1793–1868), Schweiz

### F

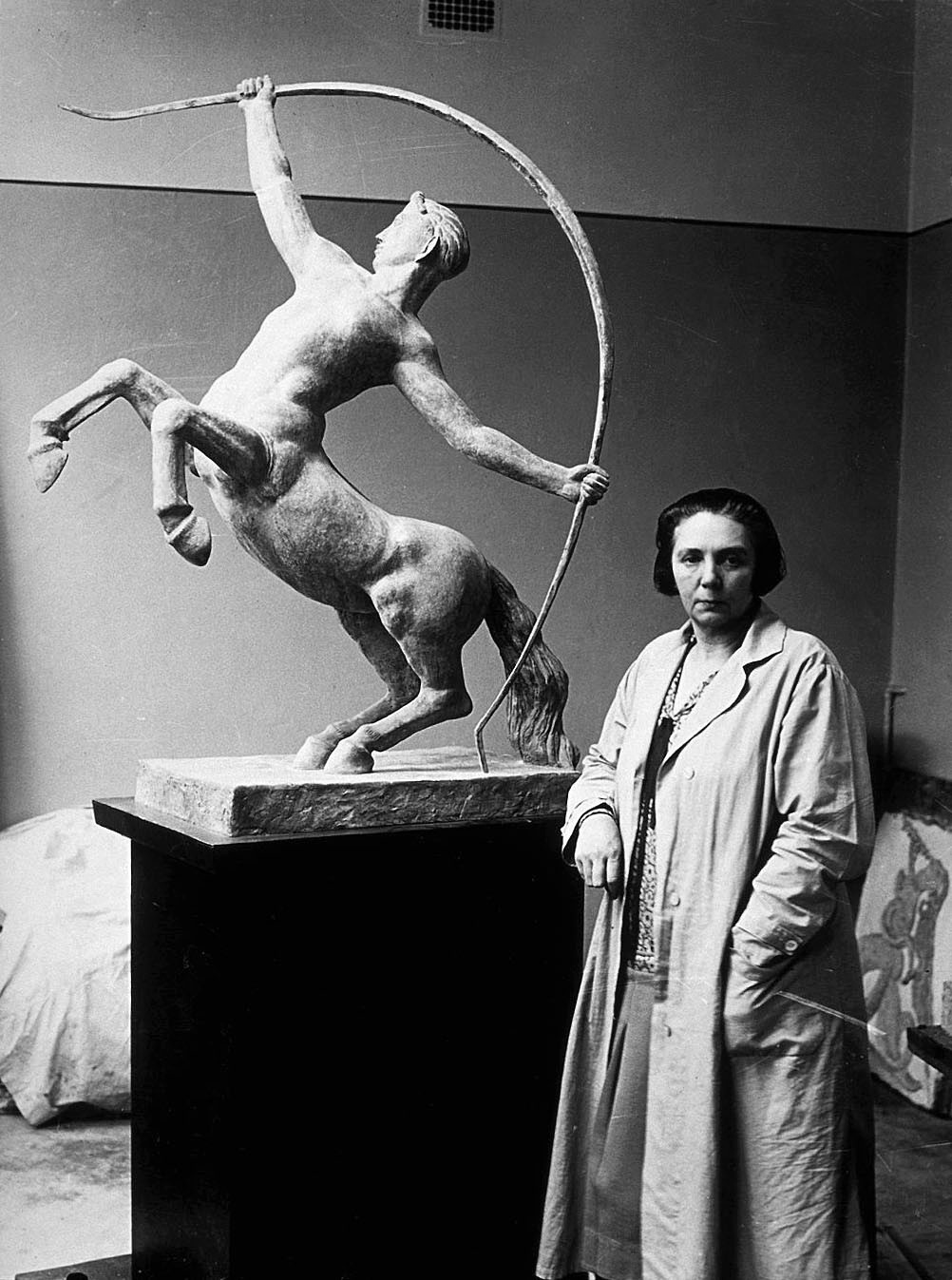
Sigrid Fridman mit der Statue Kentaur

- Angelica Facius (1806–1887), Deutschland
- Gerda Fassel (1941–2025), Österreich
- Félicie de Fauveau (1801–1886), Frankreich
- Maria Faydherbe (1587–1643), Niederlande
- Ilse Fehling (1896–1982), Deutschland
- Katharina Felder (1816–1848), Deutschland
- Lili Fischer (* 1947), Deutschland
- Regina Fleck (* 1937), Deutschland
- Marianne Flück-Derendinger (* 1957), Schweiz
- Gela Forster (1893–1957), Deutschland
- Anita Franken (1957–2017), Niederlande
- Corinne Franzén-Heslenfeld (1903–1989), Niederlande
- Florence Freeman (1836–1883), USA
- Guta von Freydorf-Stephanow (1911–1998), Deutschland
- Sigrid Fridman (1879–1963), Schweden
- Karla Lucie Friedel (1893–1970), Deutschland
- Else Fürst (1873–1943), Deutschland; von den Nationalsozialisten ermordet
- Maria Fuss (1907–1979), Deutschland

### G

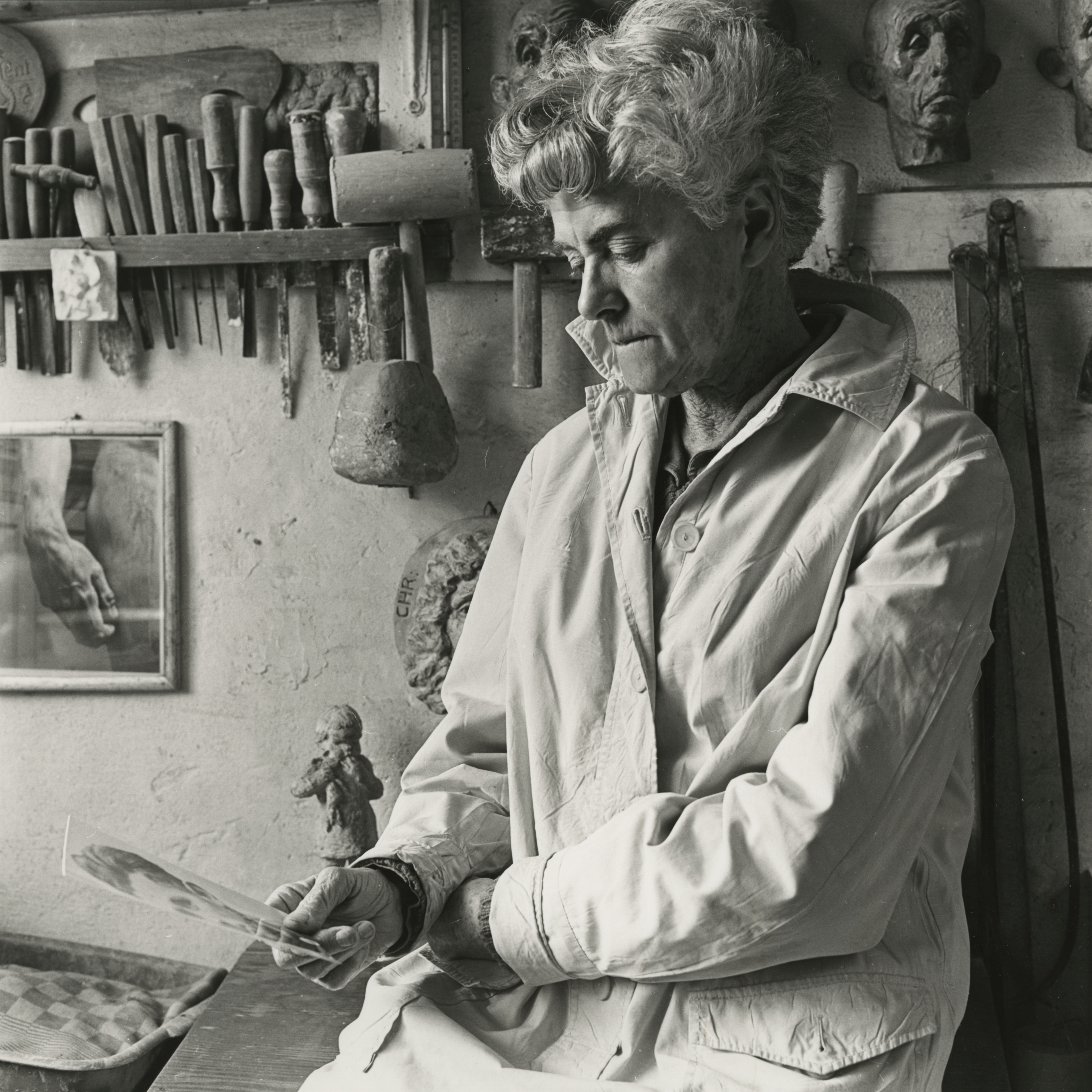
Marian Gobius, 1979

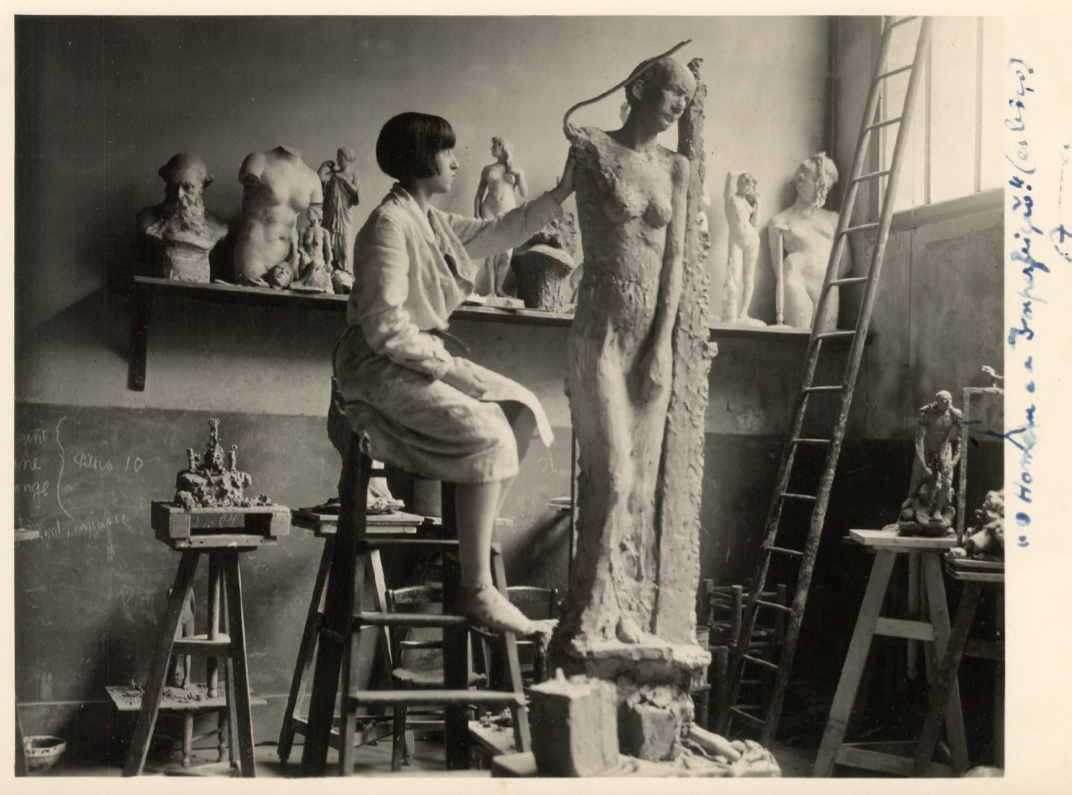
Ana de Gonta Colaço Academie Julian Paris 1929

- Marguerite Gegout-Gagneur (1857–1945), Frankreich
- Julie Genthe (1869–1938), Deutschland
- Isa Genzken (* 1948), Deutschland
- Charlotte Germann-Jahn (1921–1988), Schweiz
- Ilse Glaninger-Balzar (1919–1998), Österreich
- Marian Gobius (1910–1994), Niederlande
- Marijke de Goey (* 1947), Niederlande
- Minnie Goossens (1878–1968), Deutschland
- Annemarie Gottfried-Frost (1924–2022), Deutschland
- Maya Graber (* 1974), Schweiz
- Lili Gräf (1897–1975), Deutschland
- Nancy Graves (1939–1995), Vereinigte Staaten von Amerika
- Friedel Grieder (1890–1980), Schweiz
- Thérèse de Groot (1930–2011), Slowenien/Niederlande
- Bathsheba Grossman (* 1966), USA
- Greet Grottendieck (* 1943), Niederlande
- Mariann Grunder (1926–2016), Schweiz
- Sabina Grzimek (* 1942), Deutschland
- Alis Guggenheim (1896–1958), Schweiz
- Herta von Guttenberg (1896–1990), Deutschland

### H
- Gabriela von Habsburg (* 1956), Österreich
- Christine Hach (* 1966), Deutschland
- Sylvia Hagen (* 1947), Deutschland

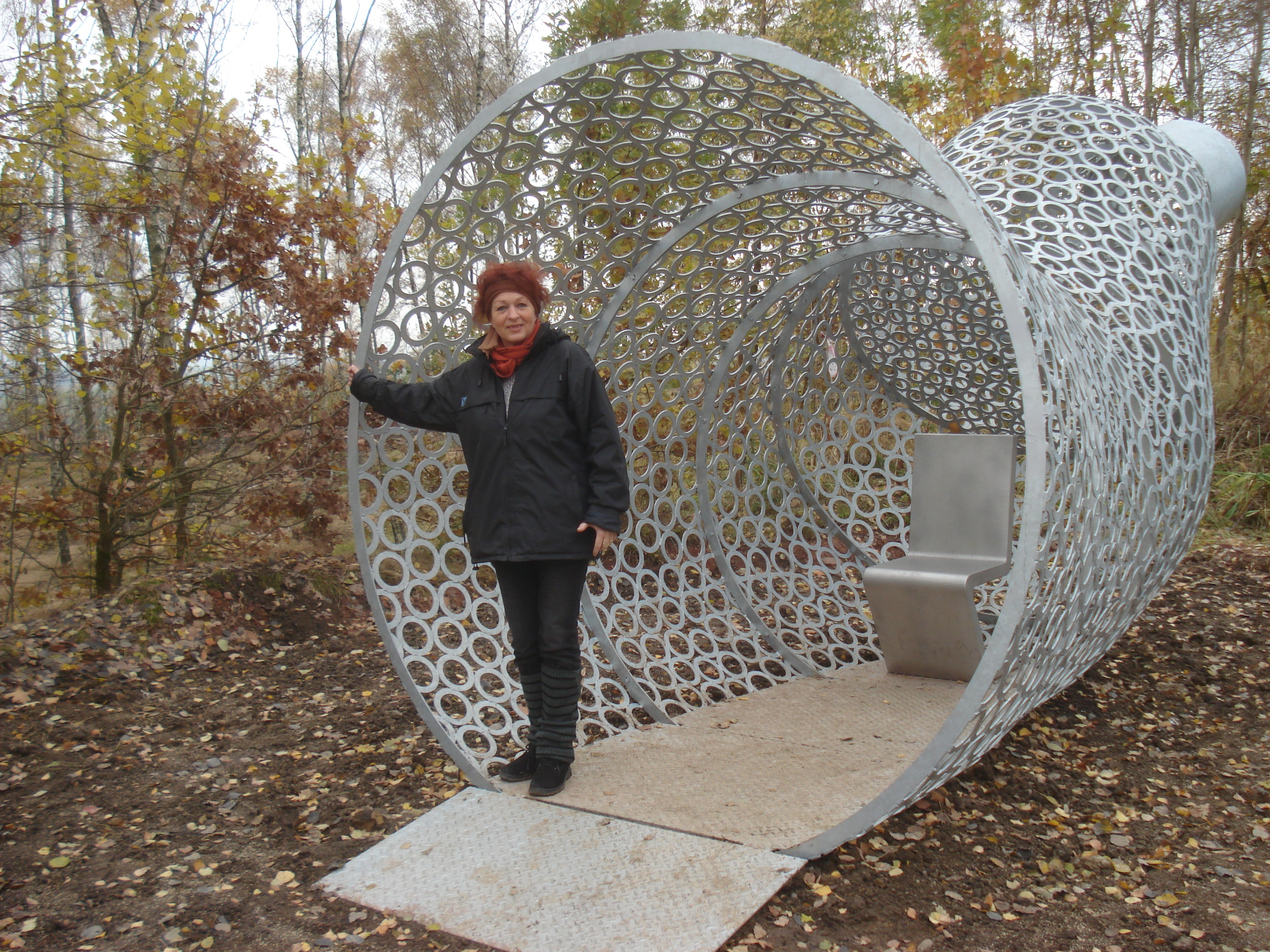
Erika Harbort vor ihrem Werk Wunderhorn in Oelsnitz im Erzgebirge

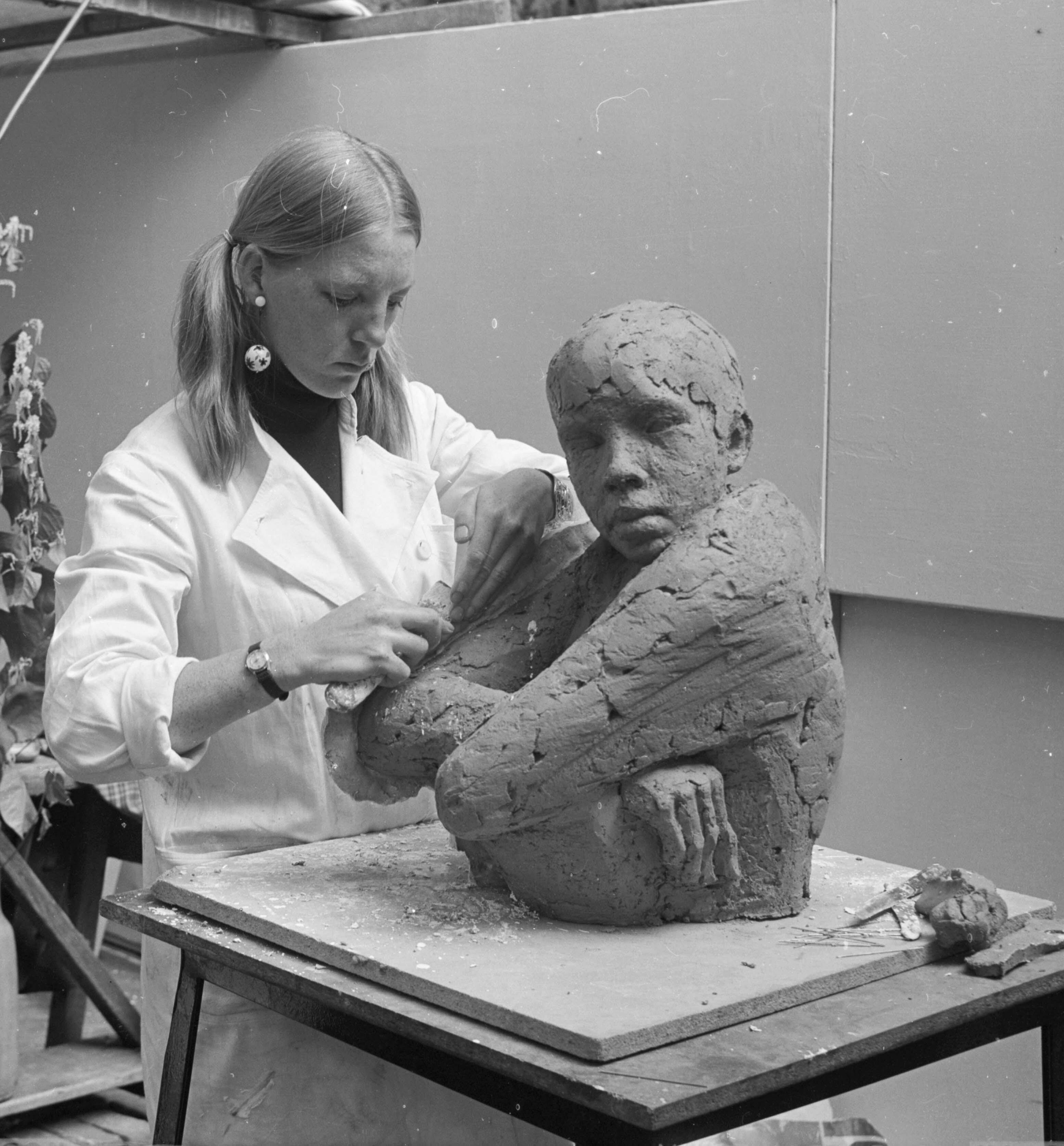
Annet Haring, 1966

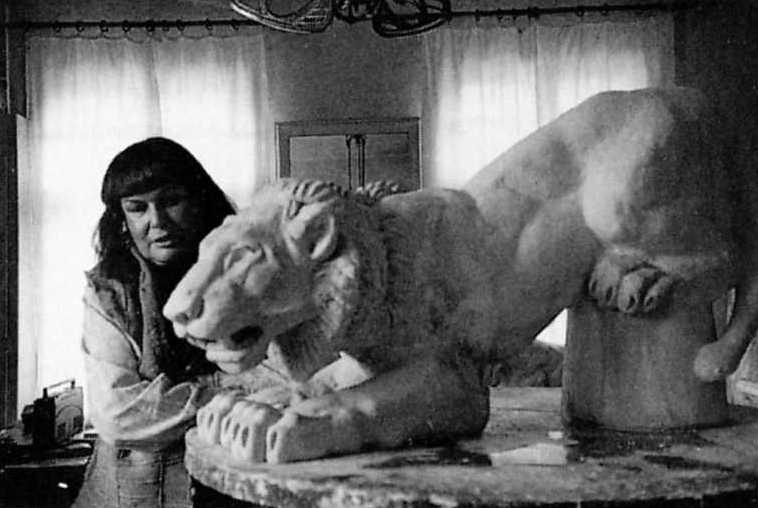
Evelyn Hartnick mit Löwenskulptur aus dem Ariadnebrunnen (1992)

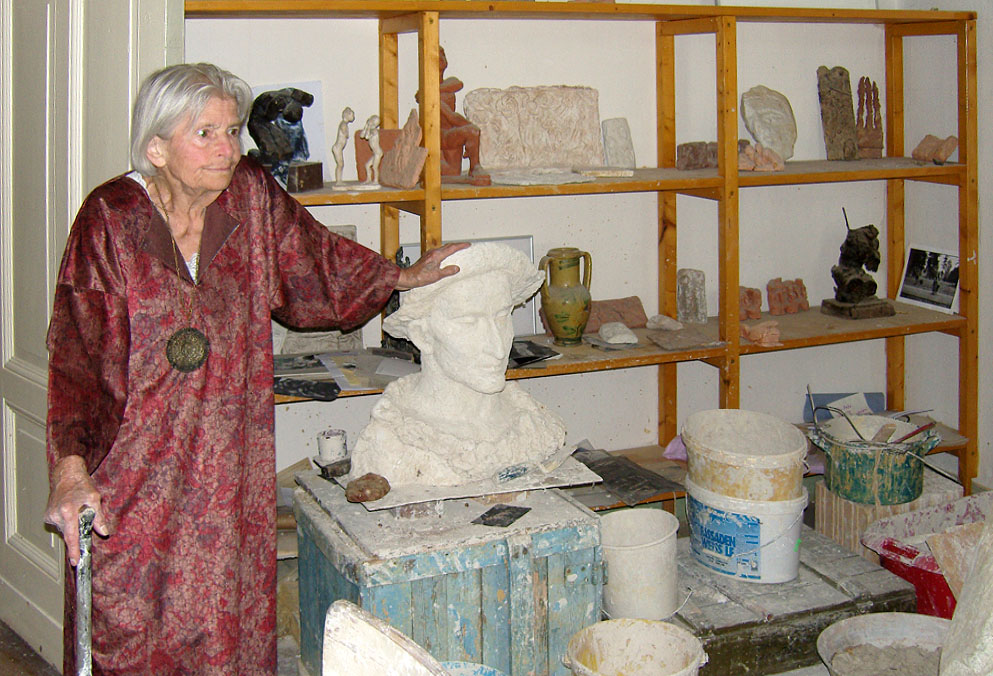
Ingeborg Hunzinger, 2008

- Ruthild Hahne (1910–2001), Deutschland
- Tina Haim-Wentscher (1887–1974), Deutschland/Australien
- Léonie Halévy, geb. Rodrigues-Henriques (1820–1884), Frankreich
- Maja van Hall (* 1937), Niederlande
- Thérèse van Hall (1872–1931), Niederlande
- Hedwig Haller-Braus (1900–1989), Schweiz
- Erika Harbort (* 1954), Deutschland
- Annet Haring (* 1934), Niederlande
- Grete Hartje-Coers (1896–1988), Deutschland
- Evelyn Hartnick-Geismeier (1931–2017), Deutschland
- Annemarie Hase (1909–1999), Deutschland
- Vera van Hasselt (1924–2014), Niederlande
- Ebba Hedqvist (1909–2001), Schweden
- Elsa Hegnauer-Denner (1917–2008), Schweiz
- Katharina Heise (1891–1964), Deutschland
- Christine Heitmann (* 1937), Deutschland
- Maja Heller Schucan (1912–2000), Schweiz
- Monika Hellmuth-Claus (1943–2016), Deutschland
- Barbara Hepworth (1903–1975), England
- Hildi Hess (1911–1998), Schweiz
- Lucienne Heuvelmans (1881–1944), Frankreich
- Hetty Heyster (* 1943), Niederlande
- Irene von Hildebrand (1880–1961), Deutschland
- Eila Hiltunen (1922–2003), Finnland
- Imme Hoefer-Purkhold (1919–2008), Deutschland
- Margarete Hoenerbach (1848–ca. 1924), Deutschland
- Renate Hoffleit (* 1950), Deutschland
- Malvina Hoffman (1885–1966), USA
- Ruth Horadam-Bene (1901–1991), Deutschland
- Rebecca Horn (1944–2024), Deutschland
- Franka Hörnschemeyer (* 1958), Deutschland
- Birgit Horota (1936–2021), Deutschland
- Melanie Horsetzky von Hornthal (1852–1931), Österreich
- Harriet Hosmer (1830–1908), USA
- Maria C. P. Huls (* 1950), Niederlande
- Elise Hüssener (1802–1881), Deutschland
- Ingeborg Hunzinger (1915–2009), Deutschland
- Dina Hviid (* 1947), Schweden
- Anna Vaughn Hyatt Huntington (1876–1973), USA

### I
- Cristina Iglesias (* 1956), Spanien
- Elly Iselin-Boesch (1910–1999), Schweiz
- Jeanne Itasse (1829–1893), Frankreich

### J
- Hildegard Jahn-Wiegel (1922–2009), Deutschland
- Marie Janssen (1876–1970), Deutschland
- Frederika Jeltsema (1879–1971), Niederlande
- Jacqueline de Jong (1939–2024), Niederlande
- Johanna Jura (1923–1994), Deutschland

### K

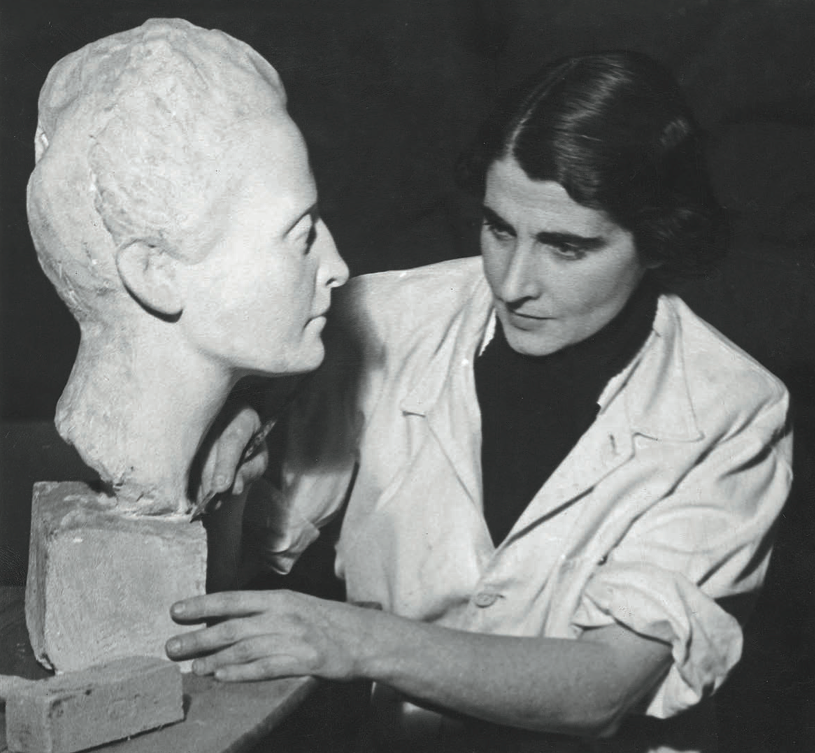
Edith Kiss 1943 bei der Arbeit an der Büste von ihrer Schwester Alice

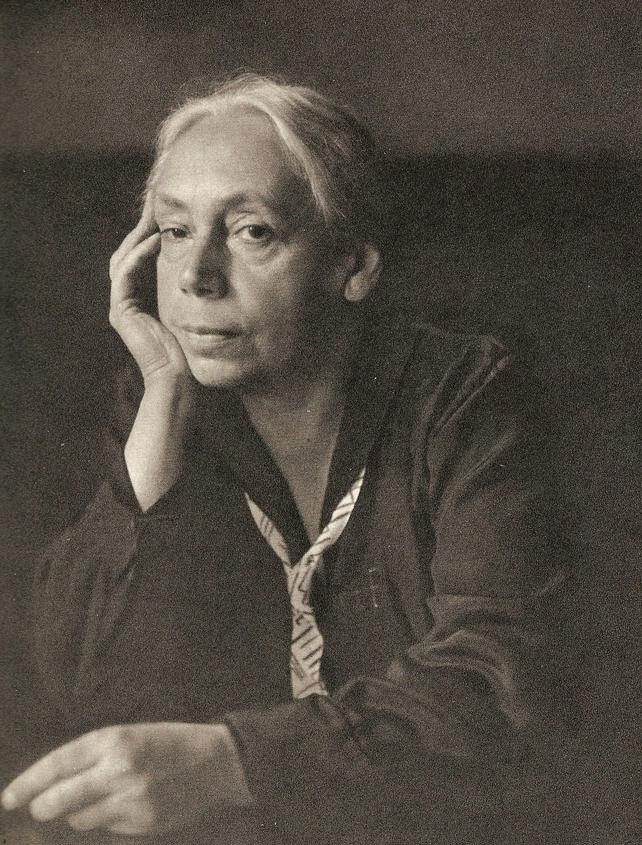
Käthe Kollwitz, fotografiert von Hugo Erfurth, 1927

- Anna von Kahle (1843–1920), Deutschland
- Irmin Kamp (1940–2024), Deutschland
- Luise Kimme (1939–2013), Deutschland
- Irmgard Kanold (1915–1976), Deutschland
- Edith Kiss (1905–1966), Ungarn
- Mareile Kitzel-Grimm (1922–2002), Deutschland
- Nel Klaassen (1906–1989), Niederlande
- Inka Klinckhard (1922–2016), Niederlande
- Margarete Klopfleisch (1911–1982), Deutschland
- Nel Kluitman (1906–1990), Niederlande
- Owsky Kobalt (1937–2019), Schweiz
- Katarzyna Kobro (1898–1951), Polen
- Louise Hermina Carry May Koekkoek (1898–1989), Niederlande
- Azade Köker (* 1949), Türkei, Deutschland
- Käthe Kollwitz (1867–1945), Deutschland
- Erna (Ernestine) Kopriva (1894–1984), Österreich
- Hanna Korflür (1925–1993), Deutschland
- Lučka Koščak (1957–2022), Slowenien
- Hanna Koschinsky (1884–1939), Deutschland
- Jeanne Kouwenaar-Bijlo (1915–2000), Niederlande
- Karianne Krabbendam (* 1951), Niederlande
- Yvonne Kracht (* 1931), Niederlande
- Magdalena Kressner (1899–1975), Deutschland
- Carin Kreuzberg (* 1935), Deutschland
- Lia Krol (* 1956), Niederlande
- Sybille Krosch (* 1924), Niederlande
- Gudrun Krüger (1922–2004), Deutschland
- Viktoria Krüger (1914–2010), Deutschland
- Aime Kuulbusch (* 1942), Estland
- Alicja Kwade (* 1979), Polen

### L

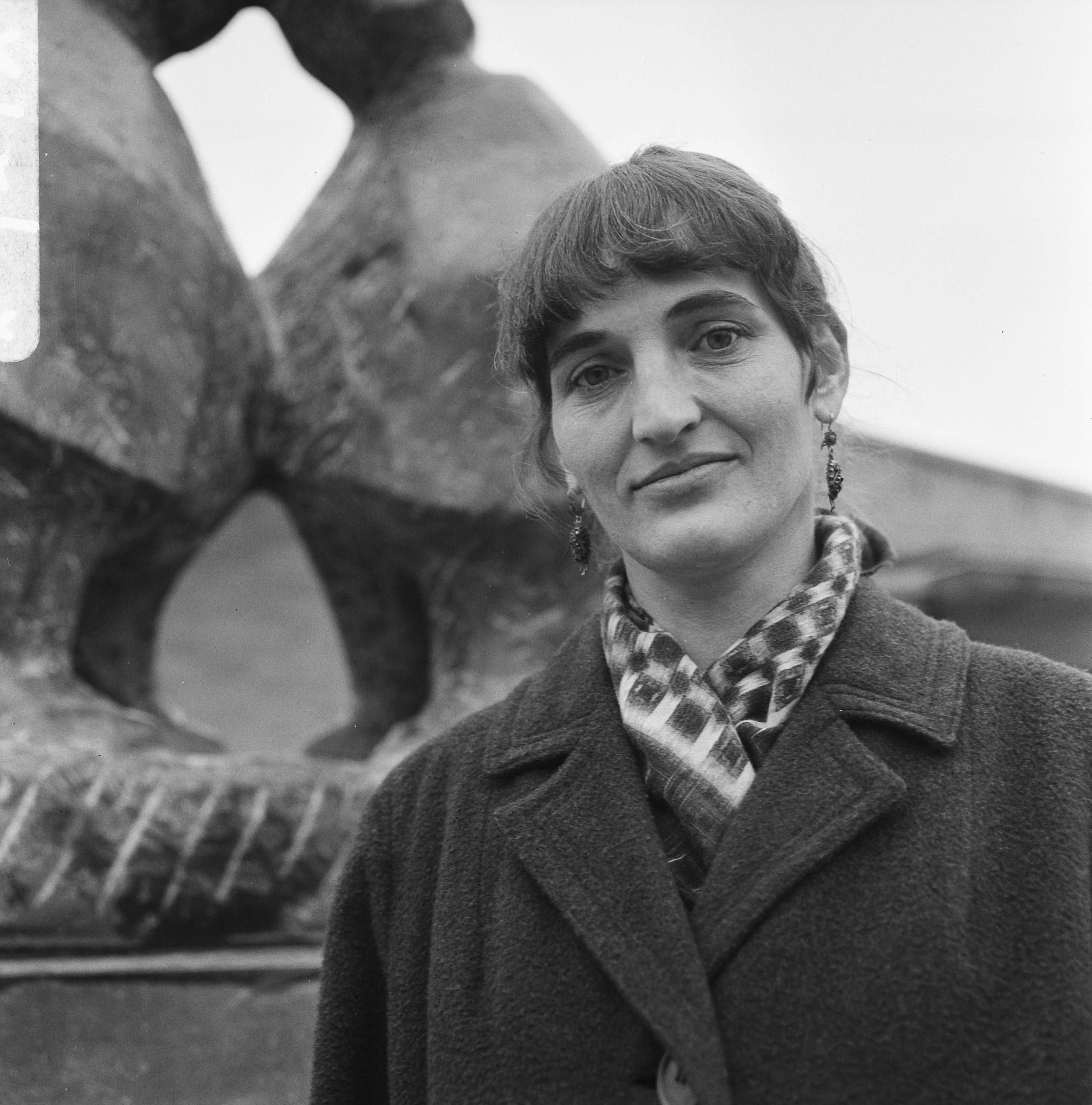
Nel van Lith, 1967

- Silvie Lampe von Benningsen (1892–1984), Deutschland
- Regina Lange (1957–2021), Deutschland
- Christel Lechner (* 1947), Deutschland
- Marie-Louise Lefèvre-Deumier (1812–1877), Frankreich
- Nanette Lehmann (1920–1999), Deutschland
- Vilma Lehrmann-Amschler (1910–1989), Deutschland
- Felícia Leirner (1904–1996), Brasilien
- Nel van Lith (* 1944), Niederlande
- Christiane Löhr (* 1965), Deutschland
- Bertina Lopes (1924–2012), Mosambik/Italien
- Elena Luksch-Makowsky (1878–1967), Russland
- Almuth Lütkenhaus (1930–1996), Deutschland, USA
- Hildegard Lutze-Froese (1937–1993), Deutschland

### M

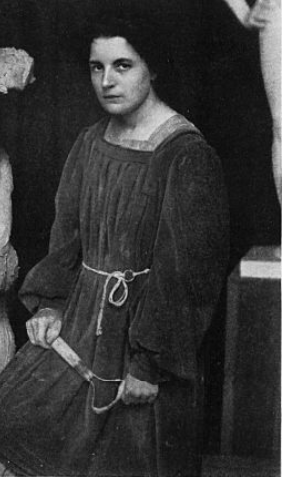
Frieda Mitscherlich, Fotografin: Marta Wolff

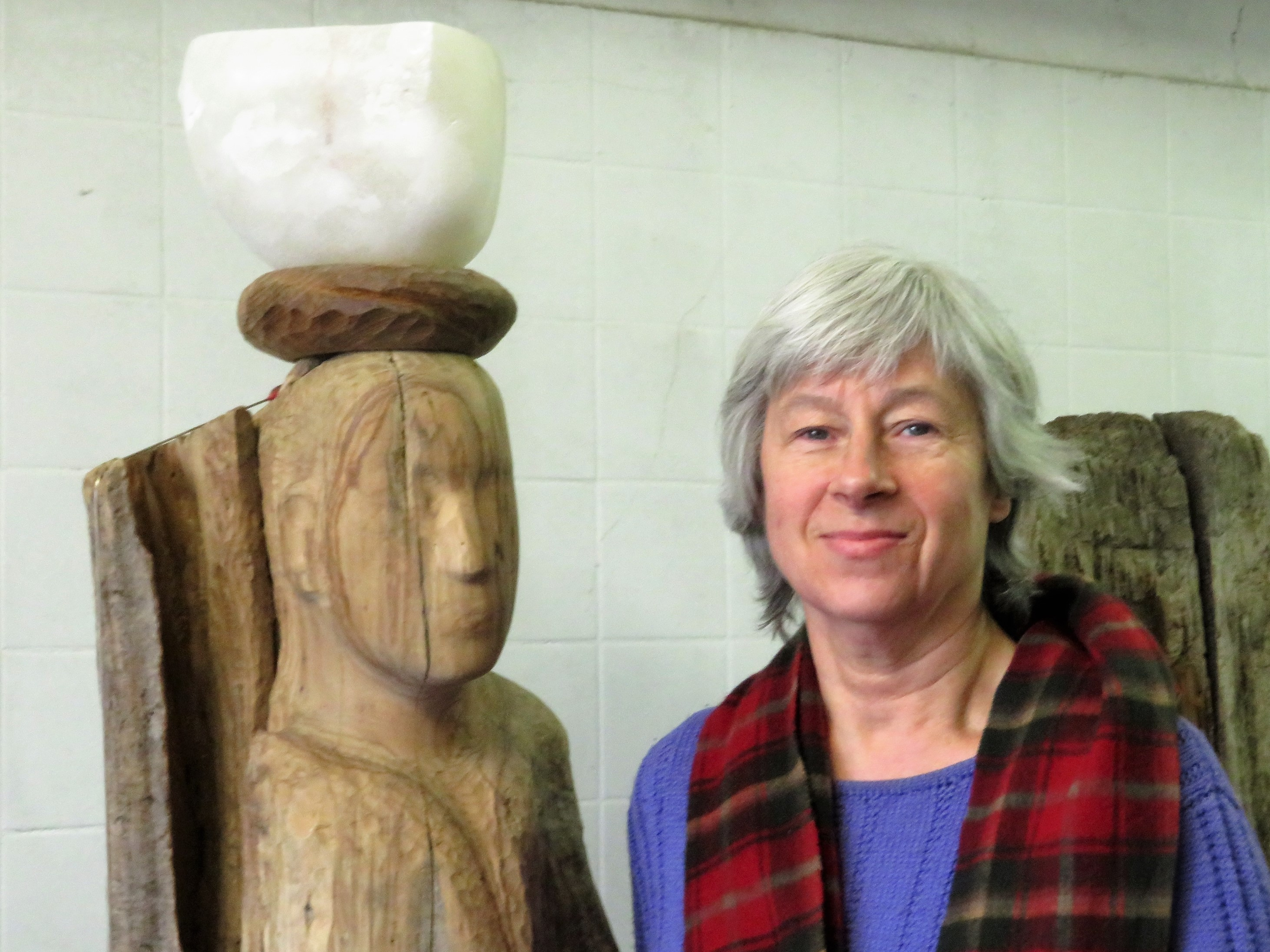
Hanneke de Munck

- Colleen Madamombe (1964–2009), Simbabwe
- Inge Mahn (1943–2023), Deutschland
- Pauline Maillot (1812–1897), Niederlande/Frankreich
- Anna Maria Maiolino (* 1942), Italien/Brasilien
- Ursula Malbin (1917–2020), Deutschland/Schweiz/Israel
- Marjolijn Mandersloot (* 1959), Niederlande
- Marcello; eigentlich Adèle d’Affry (1836–1879), Schweiz/Frankreich
- Priska von Martin (1912–1982), Deutschland
- Maria Martins (1894–1973), Brasilien
- Esther Matossi (1906–1979), Schweiz
- Brigitte Matschinsky-Denninghoff (1923–2011), Deutschland
- Marisa Merz (1926–2019), Italien
- Liesbeth Messer-Heybroek (1914–2007), Niederlande
- Loekie Metz (1918–2004), Niederlande
- Liz Mields-Kratochwil (* 1949), Deutschland
- Julie Mijnssen (1873–1936), Niederlande
- Frieda Mitscherlich (1880–1970), Deutschland/Südamerika
- Christiane Möbus (* 1947), Deutschland
- Gertraud Möhwald (1929–2002), Deutschland
- Marg Moll (1884–1977), Deutschland
- Lidi van Mourik Broekman (1917–2015), Niederlande
- Wera Ignatjewna Muchina (1889–1953), Russland
- Magdalena Müller-Martin (1893–1980), Deutschland
- Hanneke de Munck (* 1951), Niederlande
- Lika Mutal (1939–2016), Niederlande/Peru

### N

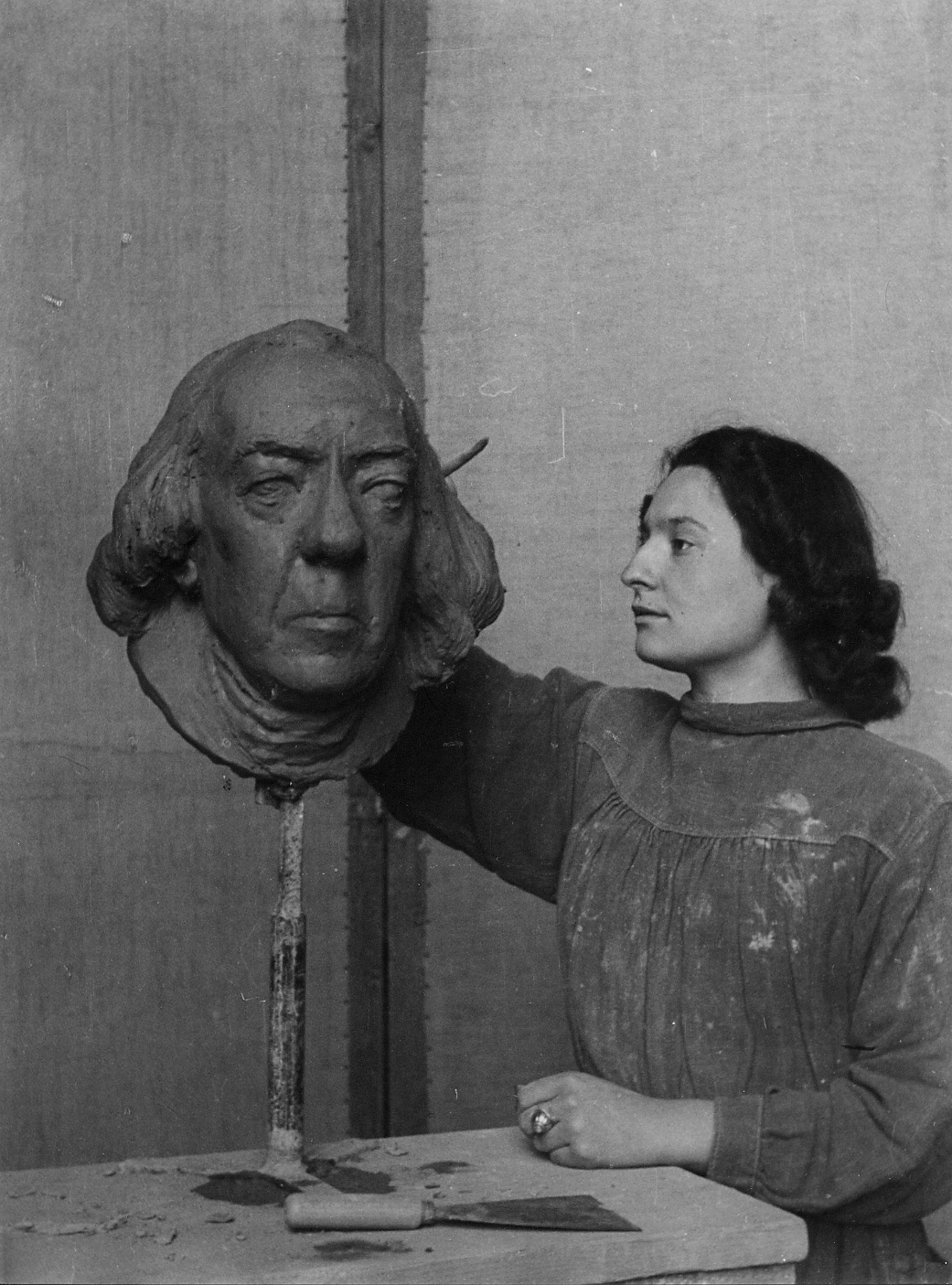
Marlene Neubauer-Woerner (1918–2010)

- Elly-Viola Nahmmacher (1913–2000), Deutschland
- E. R. Nele (* 1932), Deutschland
- Marlene Neubauer-Woerner (1918–2010), Deutschland
- Elisabet Ney (1833–1907), Deutschland/USA
- Elisabeth Nobiling (1902–1975), Brasilien

### O

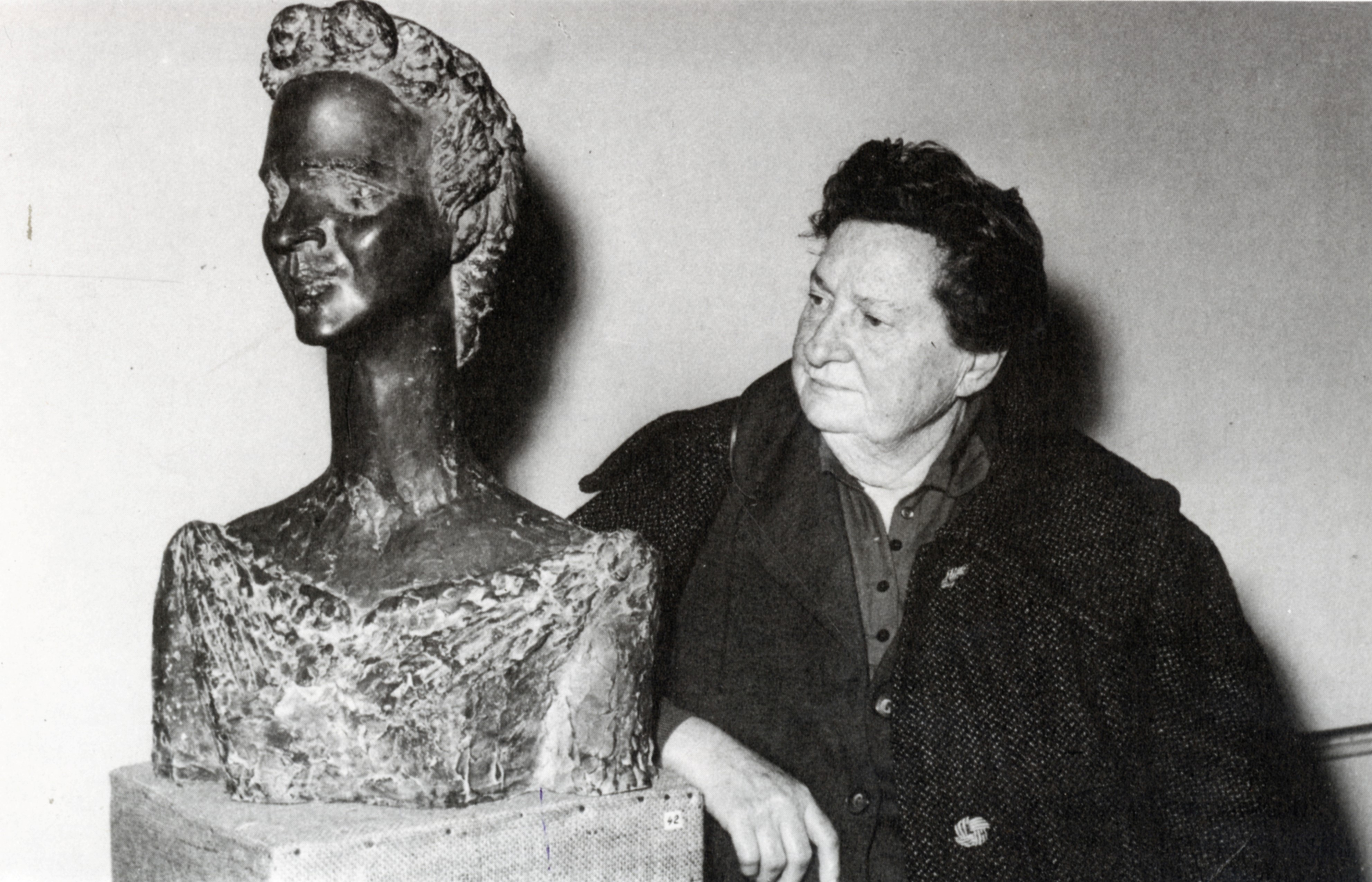
Chana Orloff (1961)

- Elsa Oeltjen-Kasimir (1887–1944), Slowenien
- Irmtraud Ohme (1937–2002), Deutschland
- Tomie Ohtake (1913–2015), Brasilien
- Barbara Oppenrieder (* 1962), Deutschland
- Marie Christine d’Orléans (1813–1839), Frankreich
- Chana Orloff (1888–1968), Russland/Israel
- Lucy Orta (* 1943), Vereinigtes Königreich
- Rini Otte (1917–1991), Niederlande

### P

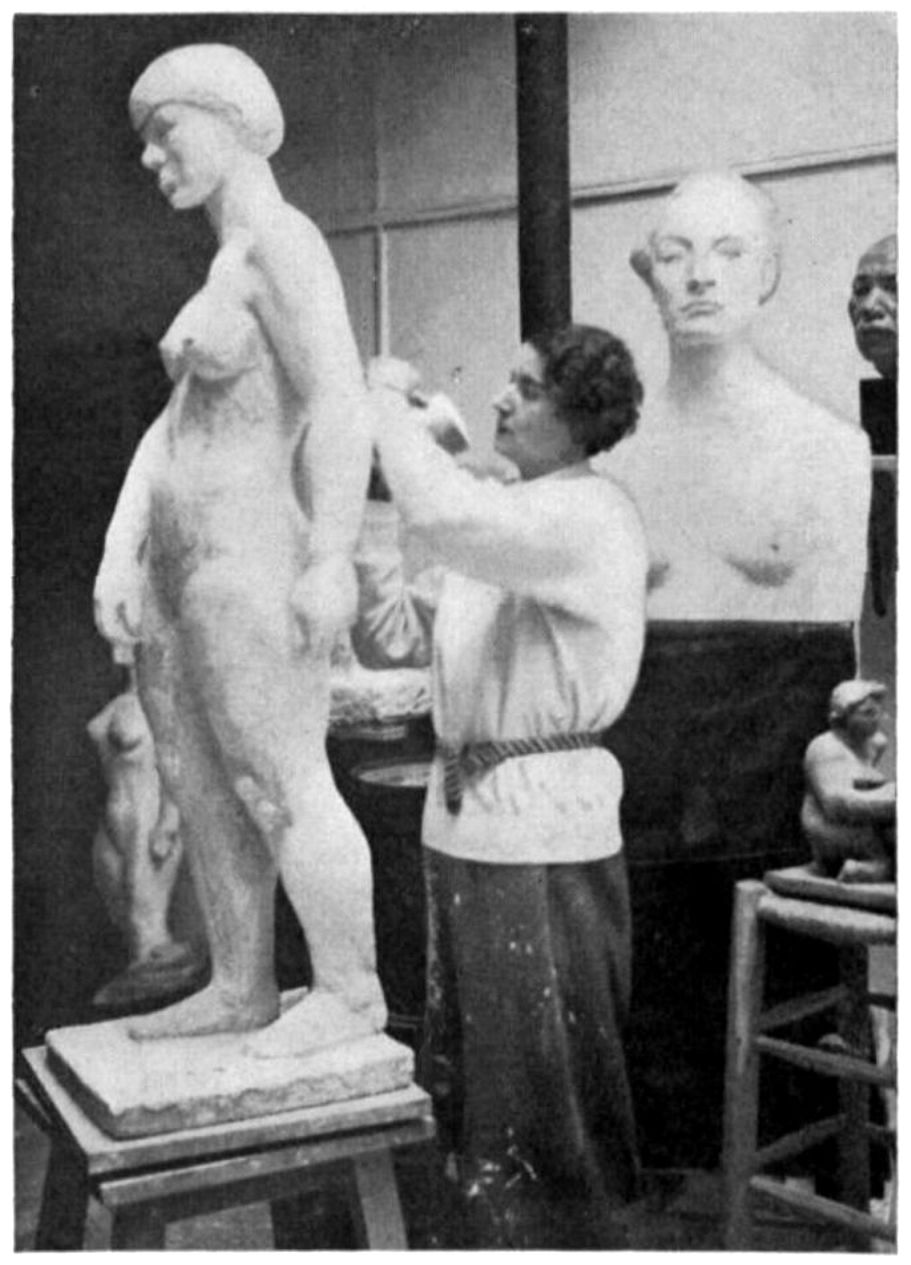
Charlotte van Pallandt (1938)

- Adele Paasch (1868–1937), Deutschland
- Charlotte van Pallandt (1898–1997), Niederlande
- Theresia van der Pant (1924–2013), Niederlande
- Lygia Pape (1927–2004), Brasilien
- Petra Paschke (* 1938), Deutschland
- Alicia Penalba (1913–1982), Argentinien/Frankreich
- Pearl Perlmuter (1915–2008), Niederlande
- Verena Pfisterer (1941–2013), Deutschland
- Hélène Pilate; auch: Madame Léon Bertaux (1825–1909), Frankreich
- Ilse Plehn (1891–?), Deutschland
- Zofia Pociłowska (1920–2019), Polen
- Doris Pollatschek (1928–2002), Deutschland
- Charlotte Posenenske (1930–1985), Deutschland
- Jane Poupelet (1874–1932), Frankreich
- Wanda Pratschke (* 1939), Deutschland
- Lucie Prussog-Jahn (1900–1990), Deutschland

### Q
- Thérèse Quinquaud-Cailleux (1859–1928), Frankreich
- Helene Quitmann, Deutschland

### R
- Dorothee Rätsch (* 1940), Deutschland

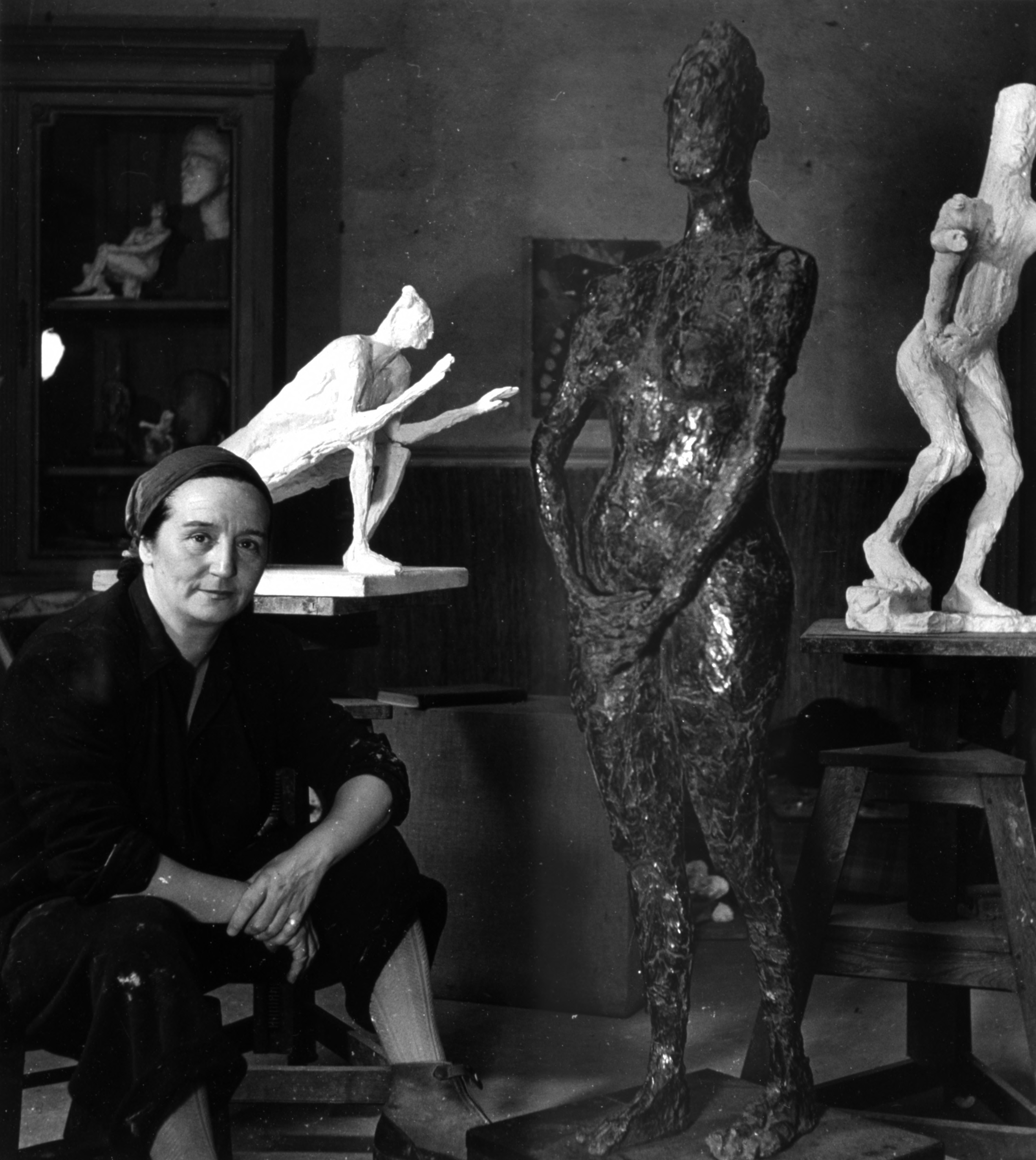
Germaine Richier
Foto: Emmy Andriesse

- Germaine Richier (1902–1959), Frankreich
- Etha Richter (1883–1977), Deutschland
- Gisela Richter-Thiele (1916–2000), Deutschland
- Teresa Feodorowna Ries (1874–1956), Russland/Österreich
- Emy Roeder (1890–1971), Deutschland
- Marianne Roetzel (* 1941), Deutschland
- Luisa Ignacia Roldán (1652–1706), Spanien
- Karin Rosenbaum (* 1954), Brasilien/Deutschland
- Erna Rosenberg (1889–1980), Deutschland - England
- Maud von Rosen-Engberg (1902–1988), Schweden
- Properzia De’ Rossi (1490–1530), Italien
- Melanie Rüegg-Leuthold (1906–1997), Schweiz

### S

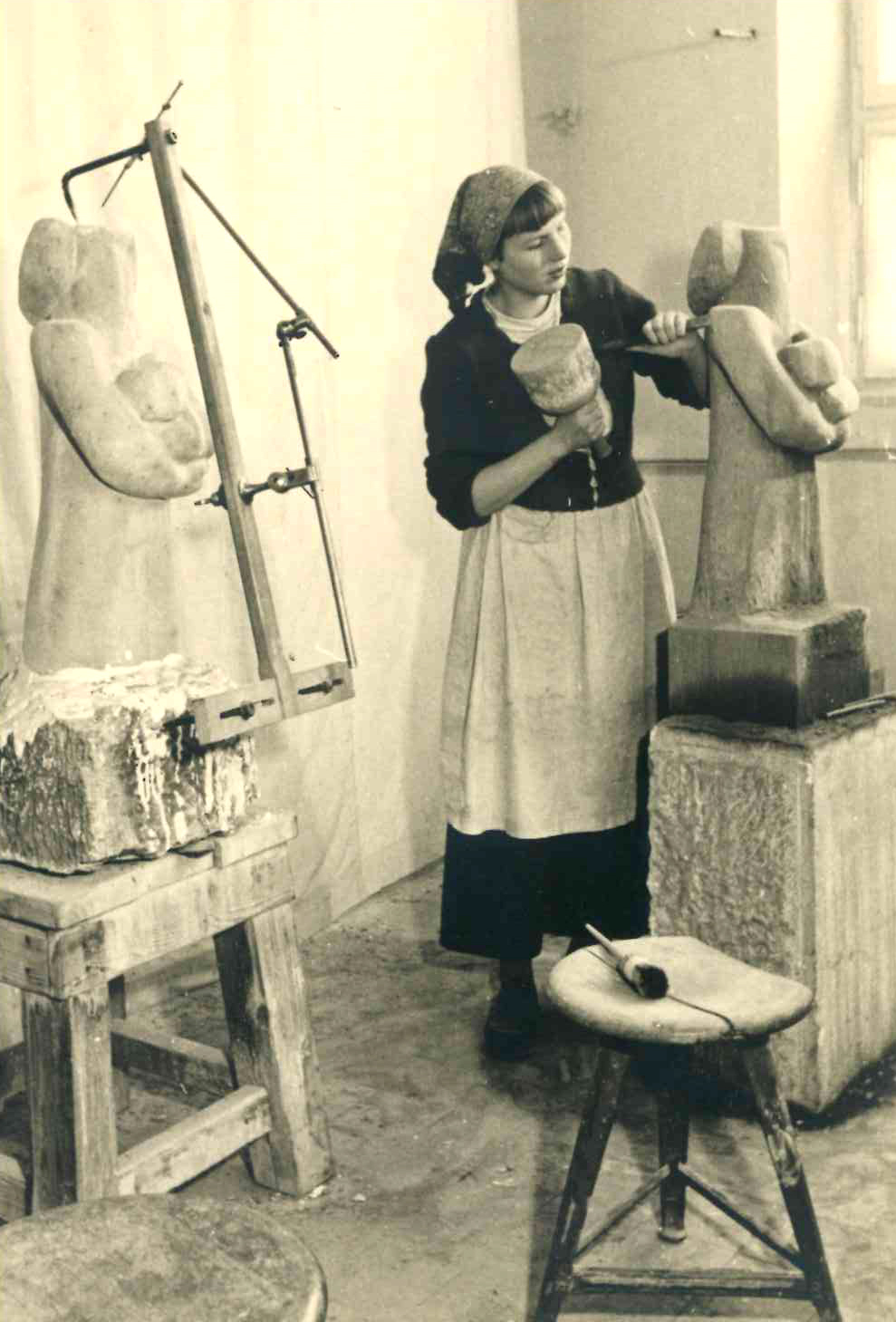
Luitgard Schall, 1949/50

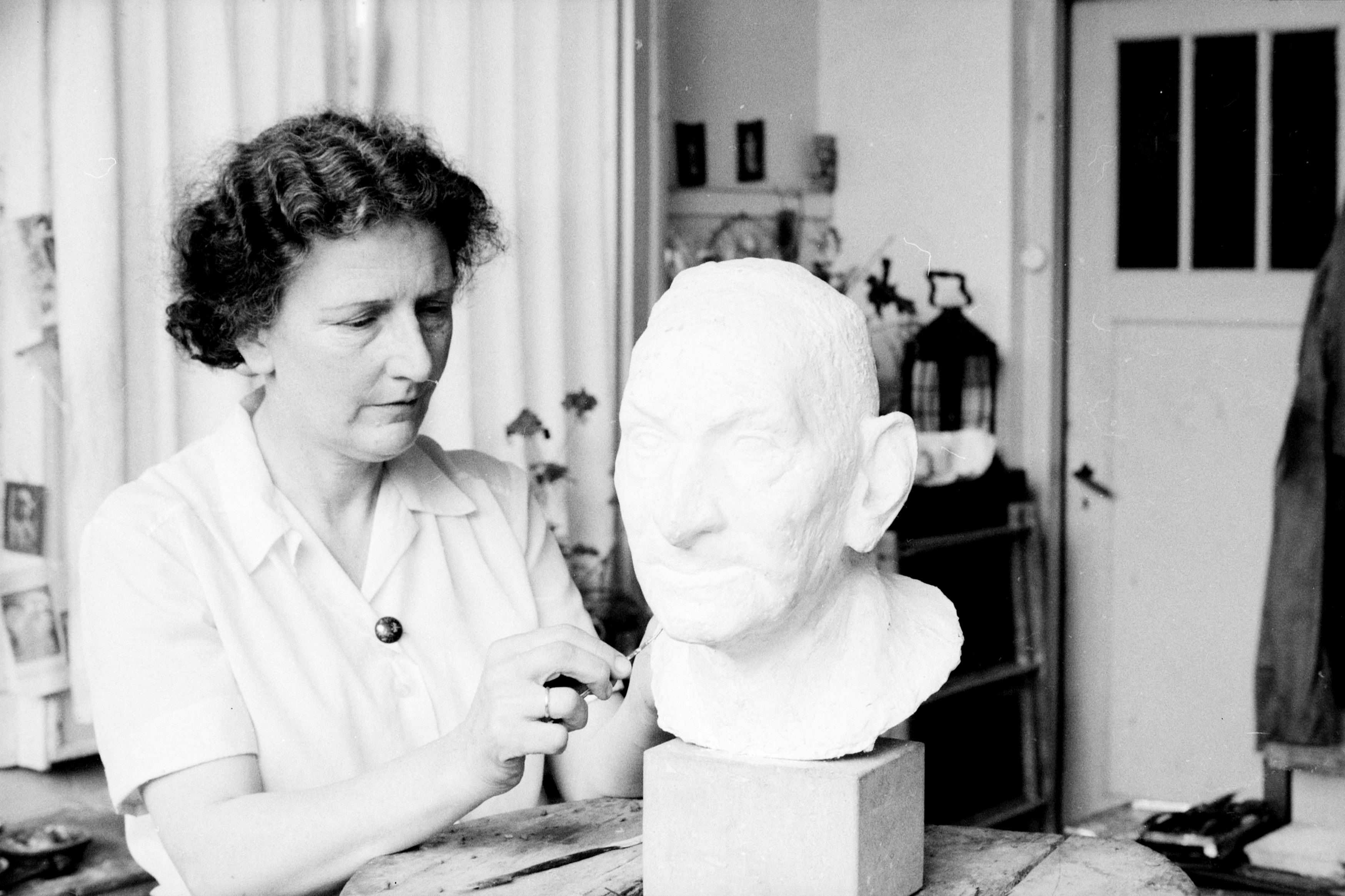
Truus van Someren Gréve, 1960

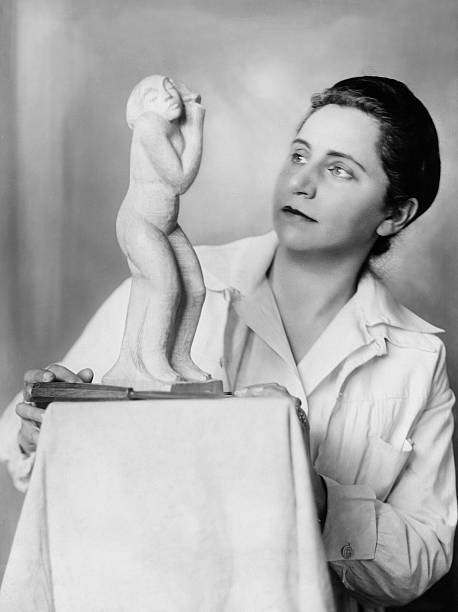
Milly Steger, 1922

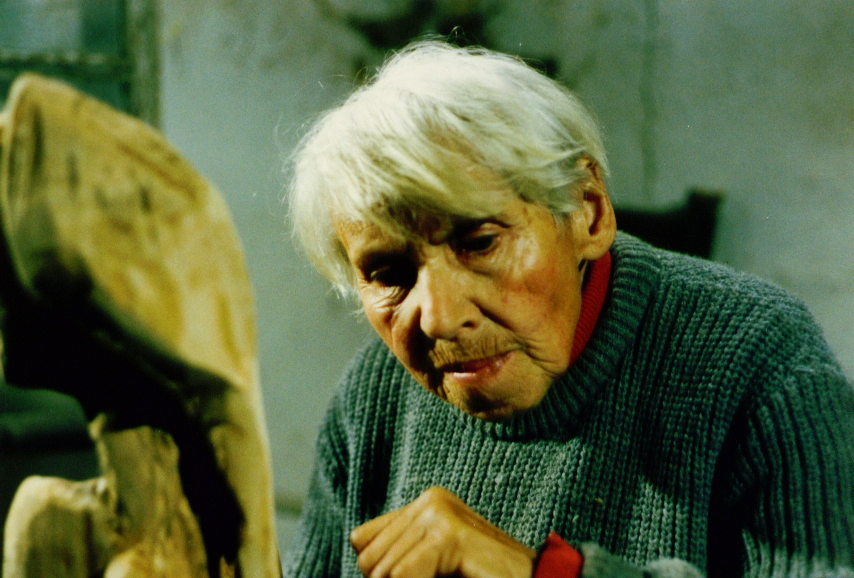
Louise Stomps, 1987

- Niki de Saint Phalle (1930–2002), Frankreich
- Hanni Salathé (1926–2012), Schweiz
- Leunora Salihu (* 1977), Kosovo
- Katharina Sallenbach (1920–2013), Schweiz
- Christa Sammler (* 1932), Deutschland
- Ursula Sax (* 1935), Deutschland
- Ida Schaer-Krause (1877–1957), Schweiz
- Luitgard Schall (1928–1990), Deutschland
- Dorothea Schaper-Barthels (1897–1985), Deutschland
- Ruth Schaumann (1899–1975), Deutschland
- Margarete Scheel (1881–1969), Deutschland
- Clotilde Schilling (1858–1934), Deutschland
- Hilda Jesser-Schmid (1894–1985), Österreich
- Ruth Schmidt Stockhausen (1922–2014), Deutschland
- Ursula Schneider-Schulz (1925–2015), Deutschland
- Christa von Schnitzler (1922–2003), Deutschland
- Maria Schockel-Rostowskaja (* 1904), Deutschland, aus der Ukraine stammend
- Vera Scholz von Reitzenstein (1924–2018), Schweiz
- Helene Scholz-Zelezny (1882–1974), Österreich
- Margit Schötschel-Gabriel (1933–2017), Deutschland
- Oda Schottmüller (1905–1943), Deutschland
- Jo Schreve-IJzerman (1867–1933), Niederlande
- Georgine Schwartze (1854–1935), Niederlande
- Bertha thoe Schwartzenberg (1891–1993), Niederlande
- Anna-Franziska Schwarzbach (* 1949), Deutschland
- Martel Schwichtenberg (1896–1945), Deutschland
- Kathleen Scott (1878–1947), Großbritannien
- Saura Sermenghi (* 2. H. 20. Jh.), Italien
- Yvonne Serruys (1873–1953), Frankreich
- Anne Sewcz (* 1958), Deutschland
- Silvia Siemes (* 1960), Deutschland
- Eja Siepman van den Berg (* 1943), Niederlande
- Renée Sintenis (1888–1965), Deutschland
- Josje Smit (1926–2003), Niederlande
- Kiki Smith (* 1954), Deutschland, USA
- Truus van Someren Gréve (1904–2001), Niederlande
- Charlotte Sommer-Landgraf (1928–2006), Deutschland
- Monika Sosnowska (* 1972), Polen
- Monika Spiess (* 1942), Deutschland
- Gisela Stamer-Roßberg (1941–2018), Deutschland
- Christine Stäps (* 1940), Deutschland
- Elsa Stauffer (1905–2006), Schweiz
- Emma Stebbins (1815–1882), USA
- Milly Steger (1881–1948), Deutschland
- Julia Stephan (* 1943), Deutschland
- Rose-Marie Stiller (1920–1991), Deutschland
- Louise Stomps (1900–1988), Deutschland
- Anna Maria Strackerjan (1919–1980), Deutschland
- Nele Ströbel (* 1957), Deutschland
- Hanna Studnitzka (1927–2006), Deutschland
- Ortrud Sturm (* 1959), Deutschland
- Emma Sulzer-Forrer (1882–1962), Schweiz
- Saar de Swart (1861–1951), Niederlande
- Alina Szapocznikow (1926–1973), Polen
- Katharina Szelinski-Singer (1918–2010), Deutschland (als exzellent ausgezeichneter Artikel)

### T

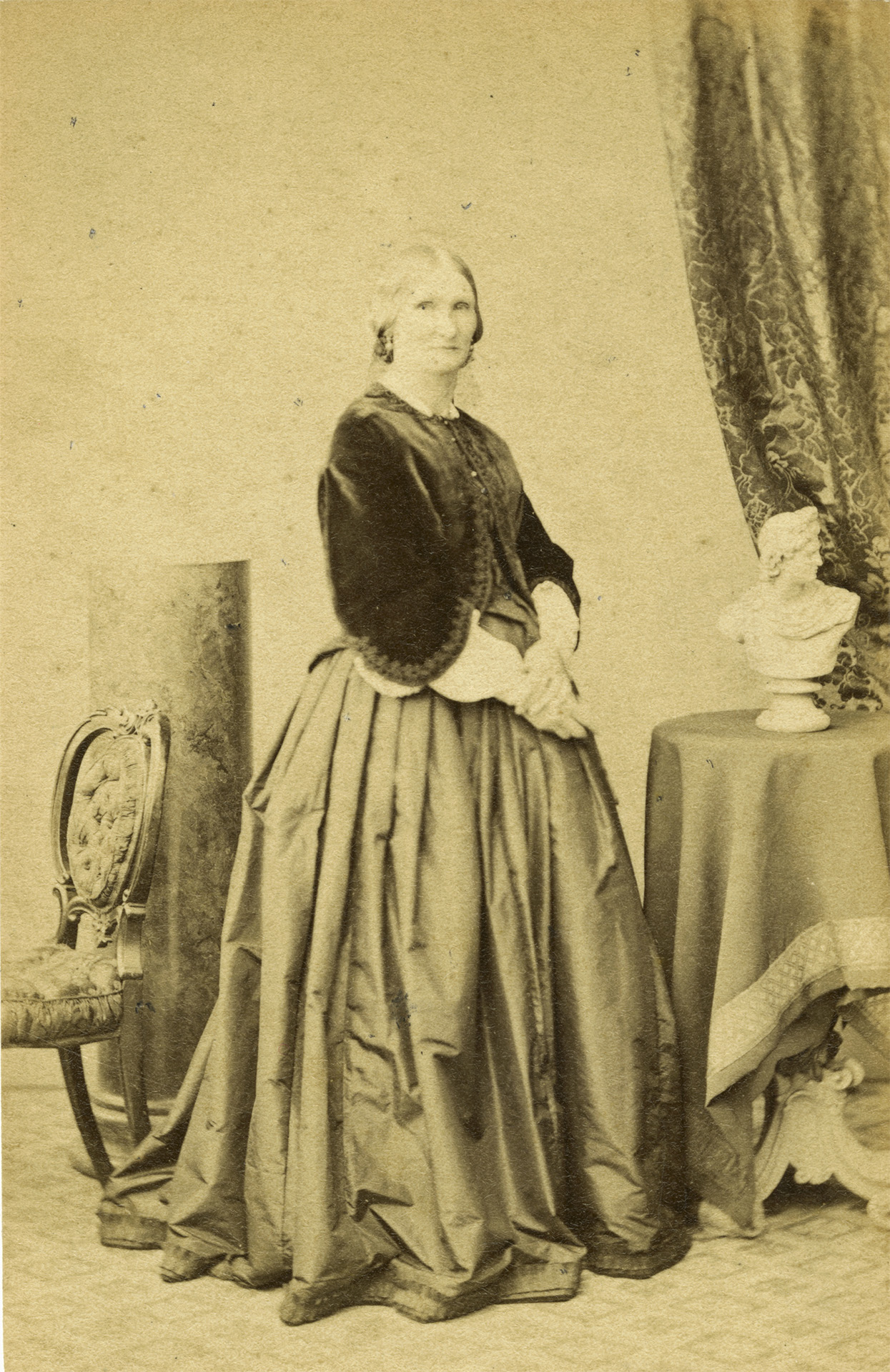
Mary Thornycroft (1864)

- Georgette Tentori-Klein (1893–1963), Schweiz
- Alyce Thornycroft (1844–1906), England
- Helen Thornycroft (1848–1937), England
- Mary Thornycroft (1814–1895), England
- Catherine Toberentz (nach 1850 geboren), England
- Amelia Toledo (1926–2017), Brasilien
- Marianne Traub (* 1934), Deutschland
- Grete Tschaplowitz-Seifert (1898–1977), Deutschland
- Annette Tucholke (* 1959), Deutschland
- Susanne Tunn (* 1958), Deutschland
- Marie Tussaud (1761–1850), Frankreich/England

### U
- Marie Uchytilová (1924–1989), Tschechien
- Hella Unger (1875–1934), Österreich
- Rika Unger (1917–2002), Deutschland

### V

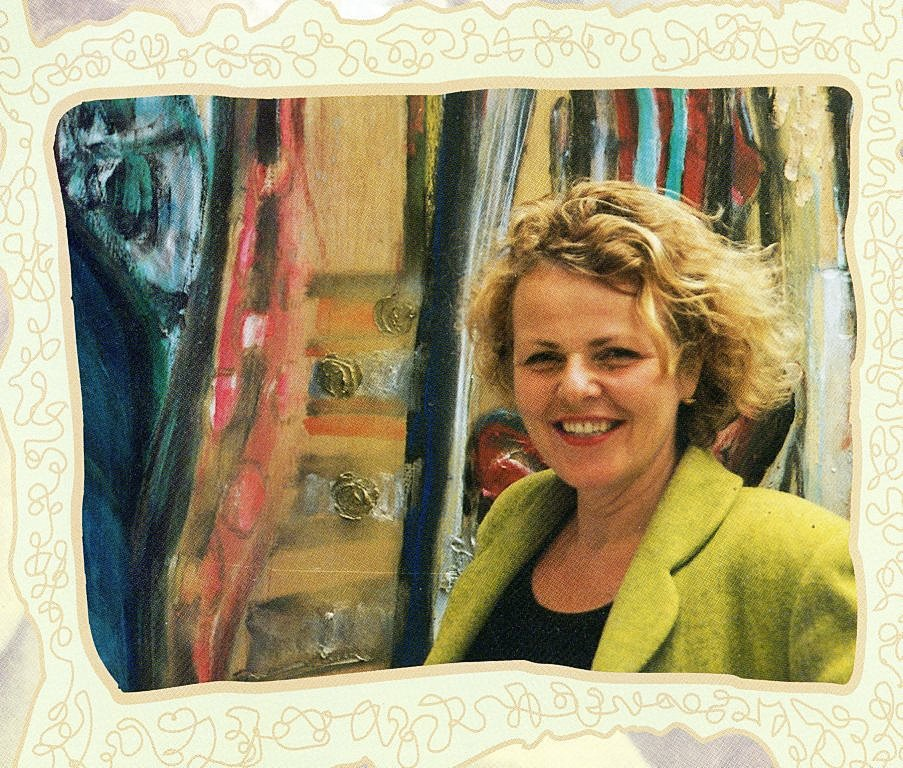
Renate Vincken

- Henriëtte Vaillant (1875–1949), Niederlande
- Elisabeth Varga (1948–2011), Niederlande
- Josefina de Vasconcellos (1904–2005), Vereinigtes Königreich
- Joana Vasconcelos (* 1971), Frankreich/Portugal
- Julia van Verschuer (1926–2016), Niederlande
- Mary Vieira (1927–2001), Brasilien/Schweiz
- Hannah Villiger (1951–1997), Schweiz
- Renate Vincken (1943–2013), Niederlande
- Kristen Visbal (* 1962), USA
- Susanne Voigt (1927–2016), Deutschland
- Claire Volkhart (1886–1935), Deutschland

### W
- Christiane Wartenberg (* 1948), Deutschland

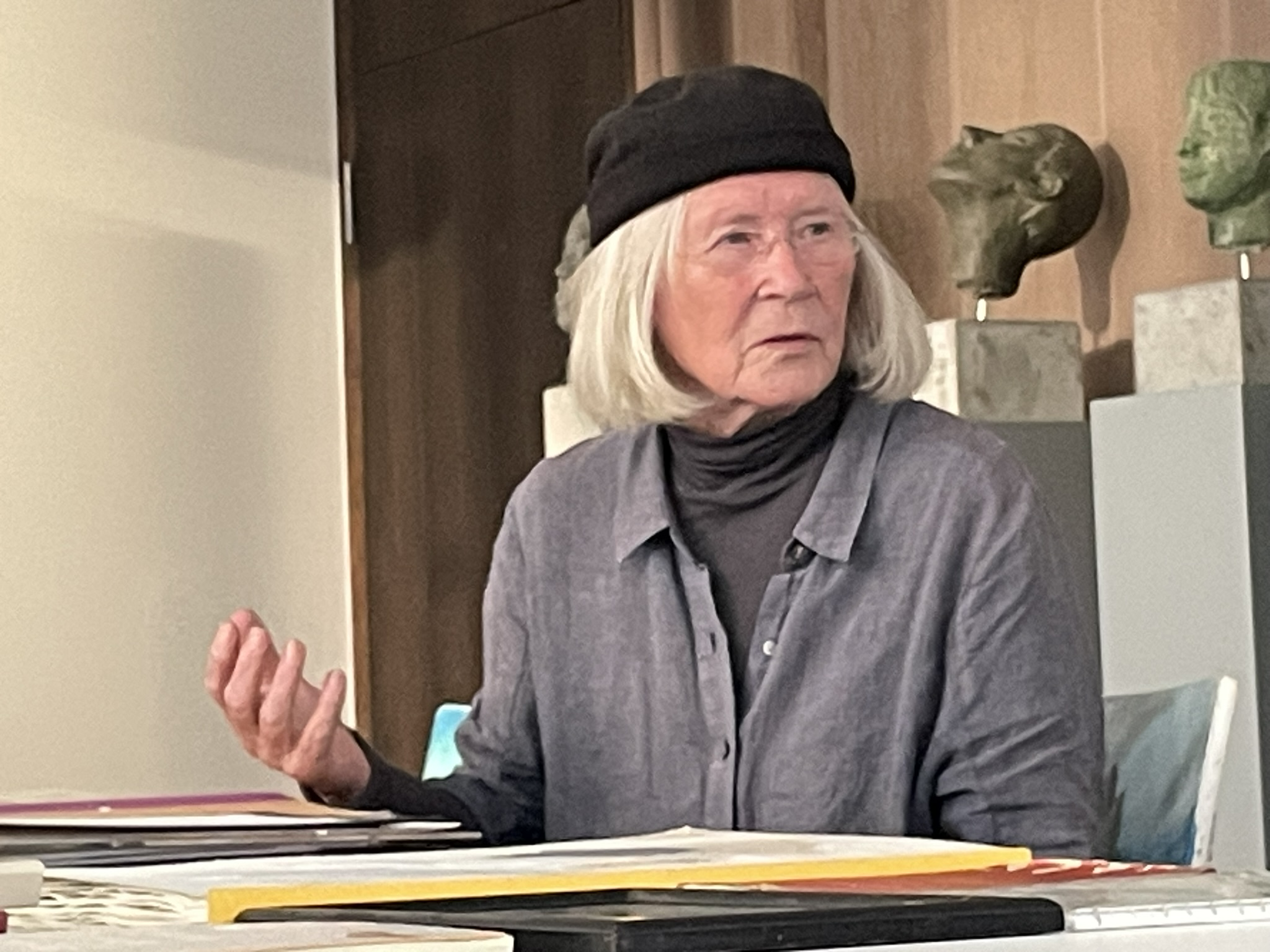
Christiane Wartenberg 2024

- Adele Werner (1869–nach 1930), Russland
- Clara Westhoff (1878–1954), Deutschland
- Constanze von Wetter-Rosenthal (1872–1948), Estland
- Constance Wibaut (1920–2014), Niederlande
- Jenny Mucci-Wiegmann (1895–1969), Deutschland
- Lilli Wislicenus-Finzelberg (1872–1939), Deutschland
- Ursula Wolf (1942–2010), Deutschland
- Andrea Wolfensberger (* 1961), Schweiz
- Elisabeth Wolff (1898–1977), Deutschland - England

### Z
- Lona von Zamboni (1876–1945), Österreich
- Margot Zanstra (1919–2010), Niederlande
- Andrea Zittel (* 1965), USA
- Beata Zwolańska-Hołod (* 1975), Polen

## Dokumentarfilme
- Bildhauerinnen – Schöpferinnen von Kunst in Stein. Dokumentation. Frankreich 2017, arte, Regie: Emilie Valentin